# Winterberg

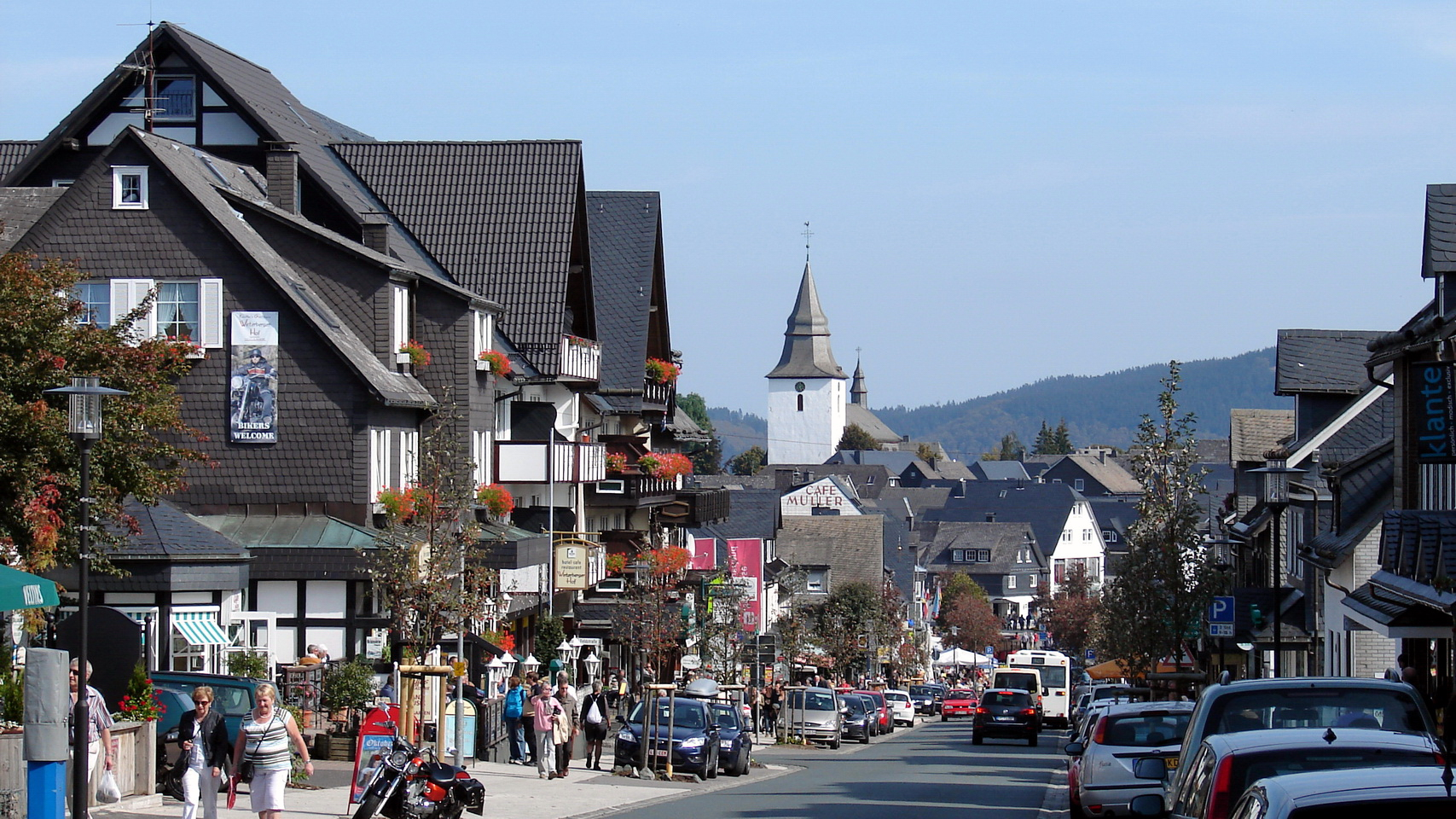
Ortsansicht von Winterberg

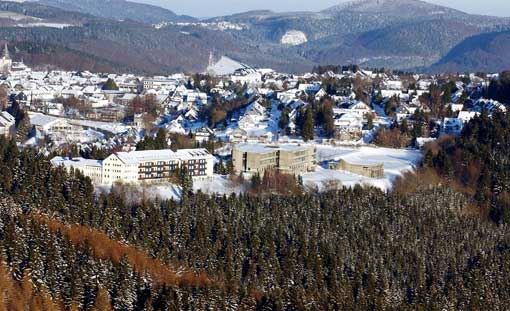
Winterberg

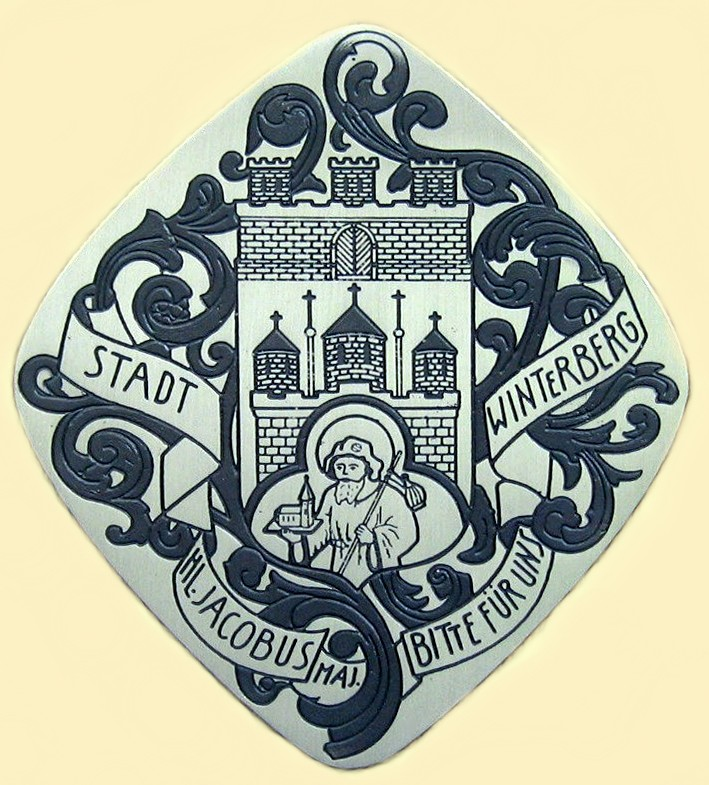
Altes Historisches Wappen der Stadt Winterberg

Winterberg ist eine Kleinstadt im Rothaargebirge im deutschen Bundesland Nordrhein-Westfalen und gehört zum Hochsauerlandkreis.
International bekannt ist Winterberg als Austragungsort von Weltcuprennen des Bob- und Rennrodelsports sowie als Wintersportort.

## Geografie

### Geografische Lage
Winterberg liegt im Nordosten des Rothaargebirges im Hochsauerland auf der Winterberger Hochfläche (auch Winterberger Hochmulde genannt) auf 670 m ü. NHN (Höhe der Innenstadt oberhalb des Waltenbergtunnels) etwa 80 km südöstlich von Dortmund und 70 km westsüdwestlich von Kassel (Entfernungen jeweils Luftlinie). Es befindet sich zwischen Olsberg im Norden, Medebach im Osten, Hallenberg im Südsüdosten und Schmallenberg im Westen.

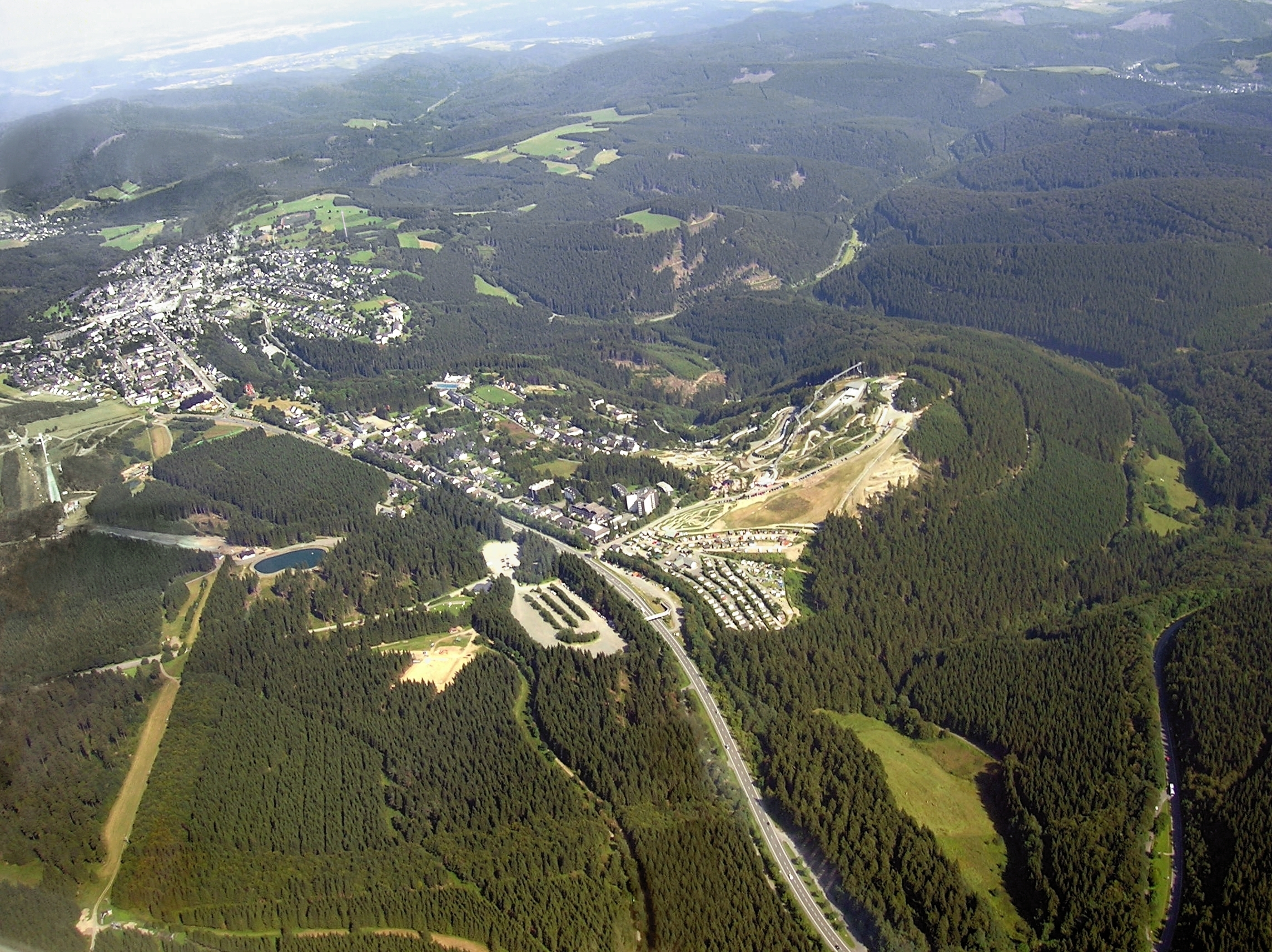
Luftbild von Winterberg mit Berg Kappe (mittig rechts) aus Richtung Westen

Die Kernstadt Winterbergs liegt unweit nordöstlich des Kahlen Astens (841,9 m), an dem zum Beispiel die Lenne entspringt, sowie unterhalb des Poppenbergs (745,8 m) und Brembergs (ca. 810 m), des Herrlohs (732,9 m) und der Kappe (776 m). Auf diesen Bergen breitet sich das Skigebiet Skiliftkarussell Winterberg aus. Die Kernstadt, deren Altstadt sich unweit südlich des Dumel (720,1 m) befindet, liegt zudem zwischen diesen teils etwas weiter entfernten Bergen: Ruhrkopf (695,7 m) im Norden, Molbecke (722,9 m), Hohe Seite (752,5 m) und Bollerberg (757,7 m) jeweils in südöstlichen Richtungen. Der tiefste Punkt der Stadt Winterberg befindet sich im Negertal nördlich des Ortsteils Siedlinghausen auf 414,5 m.
Durch Winterberg verläuft der Rothaarsteig und westlich vorbei, unter anderem über den Kahlen Asten, der Europäische Fernwanderweg E1.
Winterberg befindet sich auf dem Kamm des Mittelgebirges, über das ein Abschnitt der Rhein-Weser-Wasserscheide verläuft. Ein kleines Stück dieser Wasserscheide führt durch Winterberg. Dies bedeutet beispielsweise, dass sich die Namenlose, die unweit nordnordwestlich der Kernstadt entspringt, über die Neger und die Ruhr in den Rhein entwässert, während die Helle, die unweit ostnordöstlich der Altstadt entspringt, über Orke, Eder und Fulda zur Weser fließt. Zu den in oder nahe der Winterberger Kernstadt verlaufenden Fließgewässern gehören der Namenlose-Zufluss Büre, die Nuhne mit ihrem Quellbach Sonneborn und der Ruhr-Zufluss Lemecke.

### Geologie
Das Astengebiet gehört zum nördlichen Ausläufer des Rheinischen Schiefergebirges und besteht vor allem aus Tonschiefer im Unter- und Mitteldevon und aus Grauwacke mit Quarzit. Der Kahle Asten zum Beispiel ist ein mächtiger Block aus diesen beiden Gesteinsarten. Gegen Ende der Karbonzeit wurden die Schichten durch seitlichen Druck gefaltet. Dabei kam es zur Schieferung der Tongesteine und zur Bildung von Spalten und Klüften. Spannungen der Erdkruste richteten die älteren Schichten des Unterdevons aus ihrer ursprünglichen Lage mit einem Einfallswinkel von etwa 45° auf. Dies ist in Steinbrüchen zu sehen, zum Beispiel am Wetzstein, etwa 300 Meter südlich des Helleplatzes, wo ein Faltensattel offengelegt ist. Die Gestaltung der Erdoberfläche erfolgt in der geologischen Gegenwart vor allem durch das Wasser in Kombination mit Geröll und Sand. Durch die Erosion schafft hartes Gestein steile und tiefe Täler wie das Helle-, Orke- und Nuhnetal, weniger hartes dagegen sanfter abfallende und breite Täler wie das Ruhr- und Namenlosetal.

### Ausdehnung des Stadtgebiets
Die Kernstadt umfasst eine Fläche von 48,07 km², Siedlinghausen 23,84 km², Züschen 22,78 km², Niedersfeld 15,17 km², Grönebach 9,49 km², Elkeringhausen 5,80 km², Hildfeld 4,92 km², Altastenberg 3,54 km² und Silbach 2,47 km². Die restliche Stadtfläche erstreckt sich über die Höhendörfer Neuastenberg, Langewiese, Lenneplätze, Mollseifen und Hoheleye sowie über Altenfeld.

### Nachbargemeinden
Nachbargemeinden im Hochsauerlandkreis sind Olsberg im Norden (ca. 20 km entfernt), Medebach im Osten (ca. 15 km entfernt), Hallenberg im Südosten (ca. 15 km entfernt) sowie Schmallenberg im Westen (ca. 26 km entfernt). Im Nordosten grenzt Winterberg an Willingen (Upland) im hessischen Landkreis Waldeck-Frankenberg; im Süden an Bad Berleburg (Kreis Siegen-Wittgenstein).

### Stadtgliederung

Ortsteile von Winterberg

Winterberg besteht seit den Eingemeindungen im Zuge der kommunalen Reform im Jahr 1975 aus folgenden Stadtteilen:
- Altastenberg
- Altenfeld
- Elkeringhausen
- Grönebach
- Hildfeld
- Hoheleye
- Langewiese
- Lenneplätze
- Mollseifen
- Neuastenberg
- Niedersfeld
- Siedlinghausen
- Silbach
- Winterberg
- Züschen

### Klima

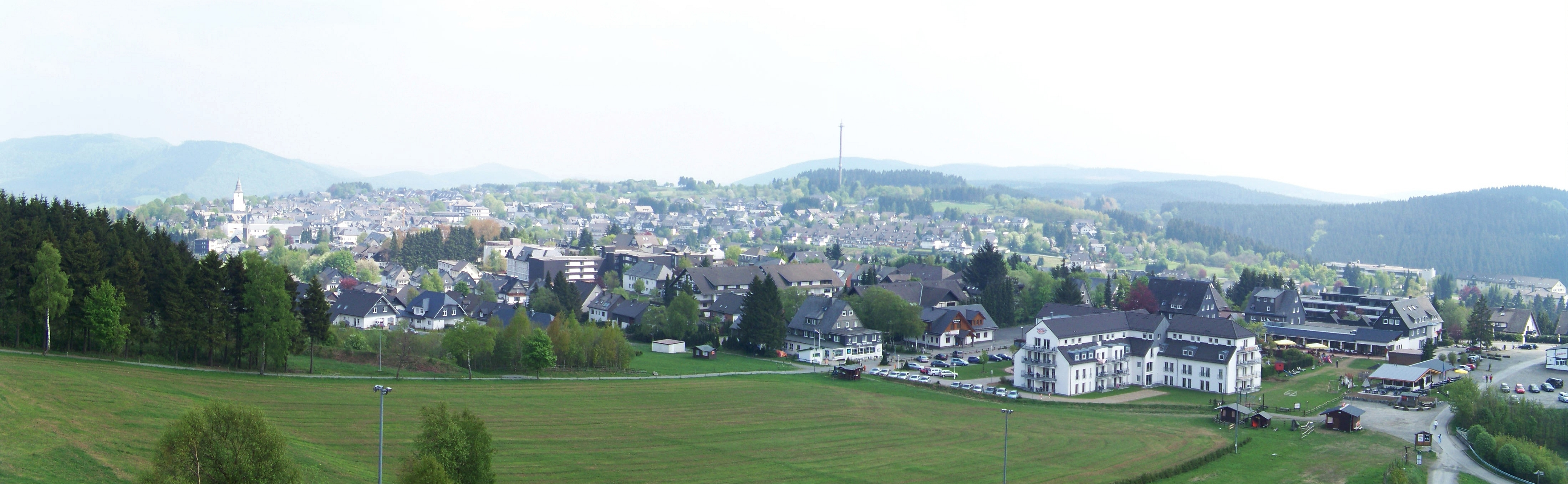
Winterberg Panoramabild

Winterbergs Höhenlage hat erhebliche Folgen für das Klima, das in der Übergangszone von einem Kontinentalklima (Dfb) zu einem subarktischen (Dfc) liegt. Ungünstige Geländeformen, der relativ unfruchtbare Schieferboden und das raue, niederschlagsreiche Klima erschweren die Landwirtschaft außerordentlich. Infolge der Höhenlage ist die Vegetationsperiode kurz. In 800 Metern beträgt sie nur 100 Tage im Jahr. Nicht selten bedeckte der erste Schnee den Hafer, als noch Getreideanbau betrieben wurde.
Wie extrem die Unterschiede zu anderen Orten waren, belegte bereits 1911 eine Studie: Zählte man in Winterberg (Altastenberg) im jährlichen Mittel 65,8 Tage mit Schneefall, waren es in Arnsberg 38,6 und in Münster 29,4 Tage. Kam man 1911 in Altastenberg auf durchschnittlich 108 Tage im Jahr mit einer geschlossenen Schneedecke, waren es in Arnsberg 44 und in Münster nur 31 Tage. Ähnliches gilt auch für die Schneehöhe. Lagen im Februar in Altastenberg durchschnittlich 102 cm, waren es in Arnsberg 32 cm.
Um 1950 brachten die auf der Winterberger Hochfläche vorherrschenden West- und Nordwestwinde an etwa 200 Tagen im Jahr einen Niederschlag von bis zu 1400 mm, und zwar vorwiegend in der kalten Jahreszeit. Die mittlere Jahrestemperatur lag bei etwa 5 °C. Durchschnittlich schneite es an 72 Tagen im Jahr, während der Schnee im Schnitt an 108 Tagen liegen blieb. Die maximale Schneemächtigkeit betrug 70–80 cm.
|                        | Jan   | Feb  | Mär   | Apr  | Mai  | Jun   | Jul   | Aug  | Sep  | Okt   | Nov   | Dez   |   |         |
| Mittl. Temperatur (°C) | −2,0  | −1,6 | 0,9   | 4,5  | 9,2  | 12,1  | 13,8  | 13,6 | 10,8 | 7,0   | 2,0   | −0,9  | ⌀ | 5,8     |
| Mittl. Tagesmax. (°C)  | 0,0   | 1,0  | 3,9   | 8,4  | 13,5 | 16,5  | 18,0  | 17,9 | 14,9 | 10,5  | 4,3   | 1,3   | ⌀ | 9,2     |
| Mittl. Tagesmin. (°C)  | −4,2  | −4,1 | −1,8  | 0,9  | 5,1  | 8,1   | 9,8   | 9,9  | 7,6  | 4,4   | −0,1  | −3,0  | ⌀ | 2,8     |
|                        |       |      |       |      |      |       |       |      |      |       |       |       |   |         |
| Niederschlag (mm)      | 140,2 | 96,1 | 115,3 | 93,0 | 97,6 | 114,4 | 119,0 | 96,2 | 96,1 | 104,7 | 136,5 | 151,2 | Σ | 1.360,3 |

| −4,2 |

| −4,1 |

| −1,8 |

| 0,9 |

| 5,1 |

| 8,1 |

| 9,8 |

| 9,9 |

| 7,6 |

| 4,4 |

| −0,1 |

| −3,0 |

| −4,2 |

| −4,1 |

| −1,8 |

| 0,9 |

| 5,1 |

| 8,1 |

| 9,8 |

| 9,9 |

| 7,6 |

| 4,4 |

| −0,1 |

| −3,0 |

|                        | Jan   | Feb  | Mär   | Apr  | Mai  | Jun   | Jul   | Aug  | Sep  | Okt   | Nov   | Dez   |   |         |
| Mittl. Temperatur (°C) | −2,0  | −1,6 | 0,9   | 4,5  | 9,2  | 12,1  | 13,8  | 13,6 | 10,8 | 7,0   | 2,0   | −0,9  | ⌀ | 5,8     |
| Mittl. Tagesmax. (°C)  | 0,0   | 1,0  | 3,9   | 8,4  | 13,5 | 16,5  | 18,0  | 17,9 | 14,9 | 10,5  | 4,3   | 1,3   | ⌀ | 9,2     |
| Mittl. Tagesmin. (°C)  | −4,2  | −4,1 | −1,8  | 0,9  | 5,1  | 8,1   | 9,8   | 9,9  | 7,6  | 4,4   | −0,1  | −3,0  | ⌀ | 2,8     |
|                        |       |      |       |      |      |       |       |      |      |       |       |       |   |         |
| Niederschlag (mm)      | 140,2 | 96,1 | 115,3 | 93,0 | 97,6 | 114,4 | 119,0 | 96,2 | 96,1 | 104,7 | 136,5 | 151,2 | Σ | 1.360,3 |

| −4,2 |

| −4,1 |

| −1,8 |

| 0,9 |

| 5,1 |

| 8,1 |

| 9,8 |

| 9,9 |

| 7,6 |

| 4,4 |

| −0,1 |

| −3,0 |

| −4,2 |

| −4,1 |

| −1,8 |

| 0,9 |

| 5,1 |

| 8,1 |

| 9,8 |

| 9,9 |

| 7,6 |

| 4,4 |

| −0,1 |

| −3,0 |

Im Jahr 1996 gab es im Vergleich dazu 44 Schneefalltage, wobei die maximale Schneemächtigkeit im Februar bei 59 cm lag. Die Summe der Niederschläge, die an 161 Tagen fiel, lag mit 992 mm deutlich unter dem Dreißigjahresmittel von 1360 mm. Die mittlere Jahrestemperatur betrug 4,8 °C, im Vergleich zum Dreißigjahresmittel mit 5,9 °C. Es gab keine Tropentage (über 30 °C), 6 Sommertage (über 25 °C), 131 Frosttage (Temperatur fällt unter 0 °C) und 84 Eistage (Temperatur bleibt unter 0 °C). An 17 Tagen registrierte man Gewitter, an 25 Tagen die Windstärke 6 (39–48 km/h), aber es gab keine Sturmtage (Windstärke 8, entspricht 63–74 km/h). Die Sonnenscheindauer in Stunden betrug 1422,3 im Vergleich zu 1341,0 im Dreißigjahresmittel.

## Geschichte

### Mittelalter

#### Stadtentstehung

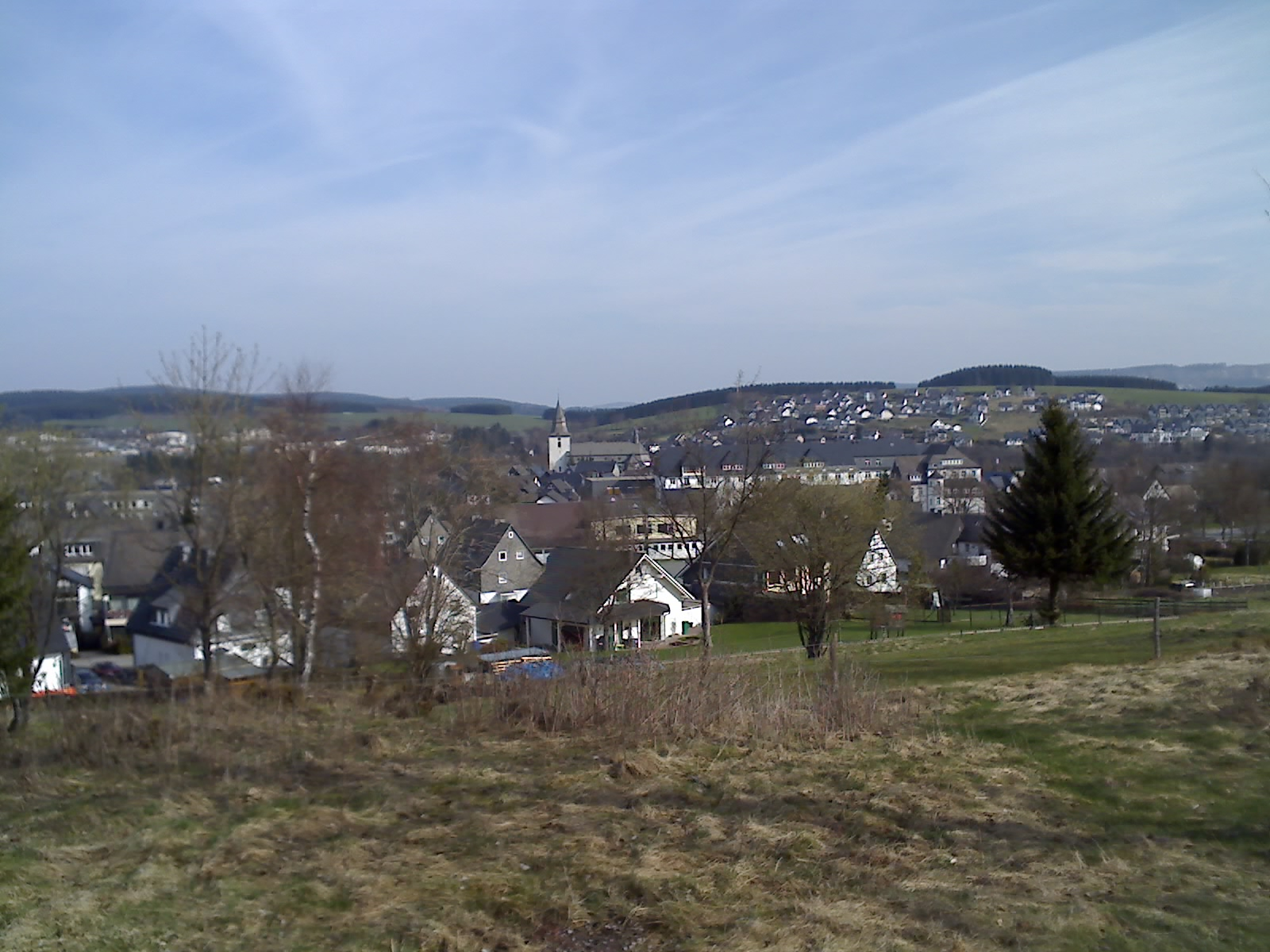
Blick über Winterberg von Süden

Die Entstehungsgeschichte der Stadt Winterberg ist bis um das Jahr 1240 zurückverfolgbar. Städtische Rechte verlieh ihr vermutlich der Kölner Erzbischof Konrad von Hochstaden (1238–1261). Nach einem Bestandsverzeichnis des Marschallamtes von Westfalen (um 1300) begann dessen Marschall Arnold von Hochstaden (1248–1271) als erster mit dem planmäßigen Aufbau einer befestigten (Klein-)Stadt („oppidum“). Etwa gleichzeitig entstand auf dessen Initiative hin die Nachbarstadt Hallenberg und vielleicht auch Schmallenberg. Die Gründung der Stadt Winterberg wurde vermutlich gemeinsam mit dem Kloster in Küstelberg vorgenommen. Hierauf deutet eine Urkunde von 1276, in der die Rechte an der Stadt zwischen Erzbischof und Kloster geregelt werden. In dieser Urkunde wird eine Kirche in Winterberg erwähnt, deren Vorläufer vermutlich bis in die Zeit um 1225 zurück reicht.
1299 war das erste und anscheinend bis ins 16. Jahrhundert einzige Mal ein Kölner Erzbischof in der Stadt Winterberg. Vielleicht ist es kein Zufall, dass kurz darauf um 1300 erstmals Bürgermeister erwähnt werden („proconsul“ und „consules“).
Im 14. Jahrhundert schloss Winterberg zu seinem Schutz mehrfach Bündnisse vor allem mit umliegenden Städten aus dem sich allmählich bildenden Amtsbezirk Medebach (z. B. 1300, 1333, 1350 und 1370).
Die Stadtbefestigung scheint im 14. Jahrhundert zunächst nur sehr begrenzten Schutz gewährt zu haben. 1321 eroberte der Graf von Waldeck die Stadt. Um 1357 wurde Winterberg von Gottfried IV. von Arnsberg während dessen Krieges mit dem Kölner Erzbischof Wilhelm von Gennep zerstört. Zum Wiederaufbau gewährte der Erzbischof eine zunächst zehnjährige Steuerfreiheit. Diese wurde 1370 und 1374 jeweils um weitere fünf Jahre verlängert. Die Stadt besaß zu dieser Zeit das gleiche Stadtrecht wie Hallenberg.
Zur Zeit der Hanse (13. bis 17. Jahrhundert) galt Winterberg als Hansestadt. Die Stadt lag im Schnittpunkt der Heidenstraße Köln–Kassel und Heerstraße Frankfurt–Soest. Die schlechten landwirtschaftlichen Bedingungen führten dazu, dass der Handel eine zentrale Rolle als Lebensgrundlage im Leben der Stadt spielte. Dem Schutz der Stadt diente ein System von Landwehren.

#### Wüstungsbildung im Spätmittelalter
Etwa zwischen 1350 und 1500 wurden die umliegenden Siedlungen Wernsdorf, Merleheim, Harfeld, Günninghausen und Elkeringhausen von ihren Bewohnern aufgegeben. Sie zogen vielfach nach Winterberg, wobei sie ihre Besitzrechte an ihren alten Landfluren beibehielten. Dies äußert sich in der Bildung von sogenannten Markengenossenschaften, die den Namen der alten Siedlungen trugen und deren Mitglieder zumeist Winterberger Bürger waren. Die Ursachen für die Aufgabe der alten Ansiedlungen lagen vermutlich in der damals gelegentlich auftretenden Pest, aber auch in den häufigen Fehden dieser Zeit, in denen die Städte besseren Schutz vor feindlichen Übergriffen boten. Vermutlich waren zu dieser Zeit im Amt Medebach nur noch die Städte Winterberg, Hallenberg, Schmallenberg und Medebach besiedelt, während die umliegenden Dörfer vollständig verlassen wurden. Von den Wüstungen der Winterberger Marken wurde nur Elkeringhausen im 16. Jahrhundert wieder neu besiedelt.

### Neuzeit

#### Bis Ende Dreißigjähriger Krieg (1500–1650)

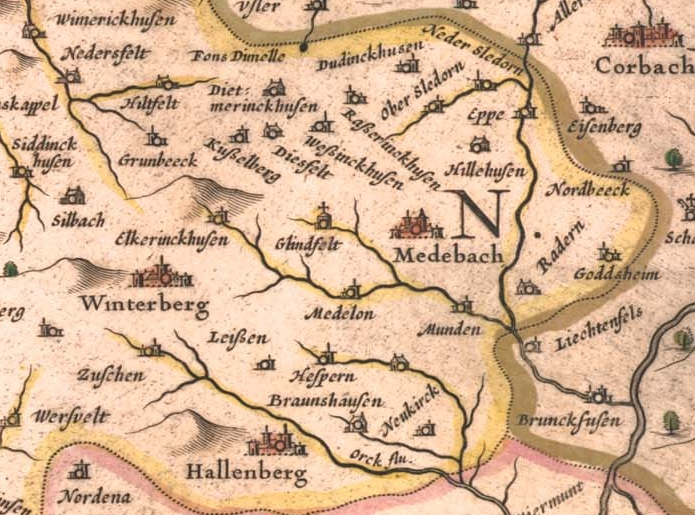
Raum Winterberg 1645

Durch den Erwerb der Marken dehnte sich die Fläche Winterbergs stark aus. Ähnliche Entwicklungen gab es in benachbarten Städten. Am stärksten wuchs die Stadt Brilon durch die Angliederung wüst gewordener Siedlungen. Spätestens zu Beginn des 16. Jahrhunderts dehnten die Winterberger ihre Flur im Gebiet des Astenbergs aus. Dadurch gerieten sie in Konflikt mit dem Grafen von Waldeck, der Rechte im benachbarten Dorf Nordenau besaß. Von Südwesten her überschnitten sich ihre Gebietsansprüche mit der Grafschaft Wittgenstein. Dieser Streit zog sich mit beiden Gegnern bis zum Ende des 18. Jahrhunderts hin. Mit Wittgenstein wurde 1783 in einem Vergleich das strittige Gebiet aufgeteilt.
Im Dreißigjährigen Krieg wurden 1634 die Nachbarstadt Medebach von den Hessen zerstört und Hallenberg durch die Demolierung des Niedertors verteidigungsunfähig gemacht. Beide hatten sehr unter Kontributionen, Fouragelieferungen, Plünderungen, Räubereien und Ermordungen zu leiden. Zudem brach bald darauf noch die Pest aus. Beide Städte hatten dadurch große Bevölkerungsverluste zu verzeichnen. Dieses Schicksal scheint der Stadt Winterberg trotz verschiedener Einquartierungen von Söldnern, die ab 1622 immer wieder einmal vorkamen, weitgehend erspart geblieben zu sein. Ein wichtiges Indiz hierfür ist, dass 1638/39 der Stadtrat eine neue Orgel für 240 Reichstaler kaufen konnte. Umgekehrt könnte dies der Auslöser für eine vergebliche Belagerung der Stadt um 1640 sein, von der mündliche Überlieferungen berichten. Winterberger Schützen konnten demzufolge die angreifenden Hessen und Schweden erfolgreich abwehren.

#### Hexenverfolgungen

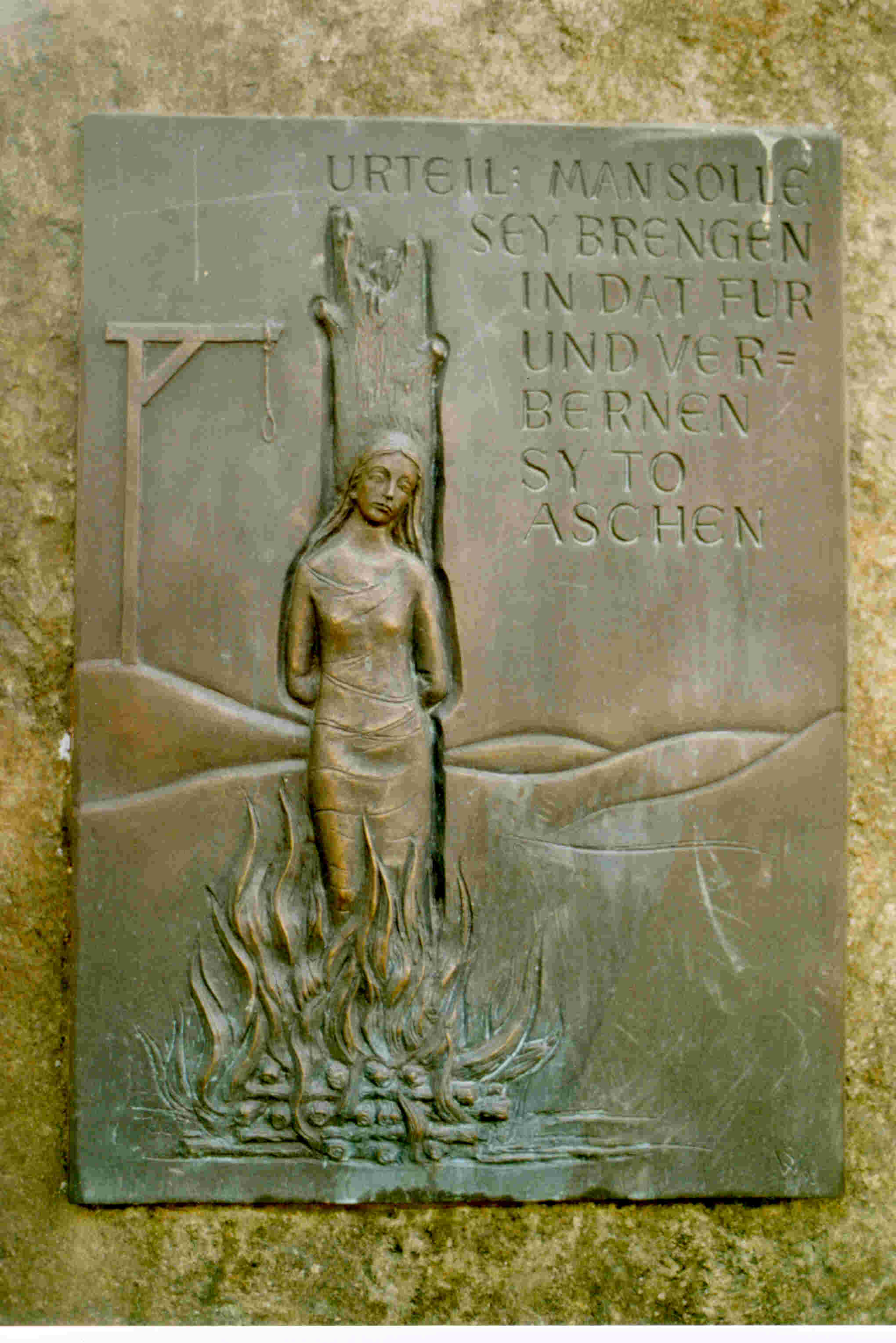
Gedenktafel für die Opfer der Hexenprozesse

Wie in vielen anderen Orten im Herzogtum Westfalen fanden auch in Winterberg zwischen dem 16. und 18. Jahrhundert Hexenprozesse und Hinrichtungen statt. Die genaue Zahl ist unbekannt, da die Quellenlage äußerst dürftig ist. Nachweisbar sind Hexenprozesse in den Jahren 1523, vermutlich 1562, 1629 und zuletzt 1728. Am Bürger- und Stadthaus wurde am 19. November 1993 eine Gedenkstätte für Opfer der Hexenverfolgung im 16. Jahrhundert an historischer Stelle des „Winterberger Halsgerichts“ eingeweiht. Damit ist Winterberg eine Stadt in Deutschland, die der Opfer der Hexenprozesse offiziell gedenkt. An der Gedenkstätte befindet sich ein Bronzerelief mit Galgensymbol, geschaffen von Bildhauer Hans Sommer, und eine Tafel mit dem Text: „Dem Gedenken an sechs Frauen aus Winterberg, die 1523 als Hexen verurteilt – hier auf dem Richtplatz der Stadt Winterberg verbrannt wurden – nach Urteil im „Winterbergischen Halsgericht“ – Erster Hexenprozess in Westfalen, von dem ein Gerichtsbericht erhalten ist.“

#### Vom Ende des Dreißigjährigen Kriegs bis zum Ende des Kurstaates (1650–1802)
1652 kauft die Stadt den in der Mark Günninghausen gelegenen Zehnten für eine „ansehentliche undt vollkommene gnügliche Summa Geldeß“. Dies ist ein weiterer Hinweis dafür, dass die Stadt den Krieg weitgehend unbeschadet überstanden hat.
Es scheint so, als ob in dieser Zeit Winterberg von den zahlreichen Kriegen von Ludwig XIV. weitgehend verschont geblieben wäre. Eine gravierende Ausnahme war vermutlich der Krieg gegen Holland (1672–1675), bei dem es in der Gegend zu Truppendurchmärschen kam. Ein Pestausbruch führte zu Hungersnöten und Bevölkerungsverlusten. Hatte die Stadt 1664 noch 108 Bürger, zählte man im Jahr 1685 nur noch 94 Bürger.
Im Anschluss hieran folgte eine Zeit ungestört von Kriegen, in der sich Winterberg zu einer prosperierenden Stadt entwickelte. Damit verbunden waren eine deutliche Differenzierung der Berufe und eine erhebliche Bevölkerungszunahme. Deutlich erkennbar ist dies in der Kopfschatzungstabelle von 1717 (157 Bürger). Bis 1759 stieg diese Zahl an bis auf mindestens 180, womit für lange Zeit ein Maximum erreicht war.
Der wirtschaftliche Aufschwung zeigt sich im Bemühen, benachbarte adlige Güter durch Kauf oder Pachtvertrag in Besitz zu bekommen. 1688 pachtete Bürgermeister Jacob Mörchen das adlige Haus und Gut Elkeringhausen, das zu dieser Zeit im Besitz der adligen Familie von Bourscheid zu Nordenbeck im Fürstentum Waldeck war. 1718 einigten sich die Winterberger Bürger Heinrich Mörchen, Heinrich Schmidt und Lorenz Deimel über die Nutzung des Hauses Elkeringhausen. Ein Adelssitz war der Stadt nicht von Nutzen, sondern konnte im ungünstigen Fall zur lästigen Konkurrenz oder gar zur Bedrohung werden. So lieh 1734 der Bürgermeister Lorenz Deimel der Nachbargemeinde Züschen 3000 Reichstaler, damit sie das Gut des ortsansässigen Adligen, mit dem sie im Streit lag, aufkaufen konnte.
Es war daher sicher kein Zufall, dass Bürgermeister Lorenz Deimel etwa zur gleichen Zeit das adlige Haus zu Elkeringhausen abbrechen ließ. 1734 beschwerte sich hierüber der Verwalter von Haus Nordenbeck. Für die Untersuchung der Vorgänge in Elkeringhausen und der Besitzverhältnisse baten die von Bourscheid den Kurfürsten von Köln, eine Kommission einzusetzen. Der Ausgang ist nicht bekannt, jedenfalls blieb Bürgermeister Deimel in ungestörtem Besitz des freiadligen Gutes. Dies belegt ein von ihm im Jahr 1735 begonnenes Zehntregister, welches für das gesamte 18. Jahrhundert Pachteinnahmen auflistete.

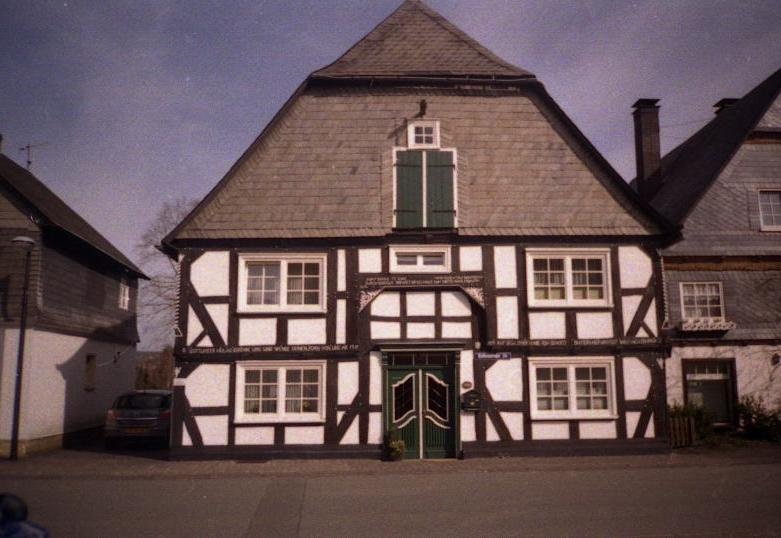
Winterberg Fachwerkhaus von 1759, Hellenstraße 24

Im Siebenjährigen Krieg (1756 bis 1763) hatten das Herzogtum Westfalen und die Stadt Winterberg an Durchmärschen und Kontributionen viel zu leiden. 1759 wurde die Stadt durch eine große Feuersbrunst vollständig zerstört. Trotzdem wurden im selben Jahr die ersten Häuser wieder aufgebaut. Nach zwei Jahren war ein Drittel, nach fünf Jahren etwa zwei Drittel der vor dem Stadtbrand existierenden Häuser wieder errichtet.
1791 brannte die Stadt erneut ab. Diesmal blieben sieben Wohnhäuser sowie Brauhaus, Spritzenhaus und die beiden Backhäuser stehen. Diesmal aber erhielten die Einwohner Zahlungen aus der Westfälischen Brandsozietät, die 1778 gegründet worden war. Man brach die alte Stadtmauer ab und verwendete die Steine zum Neubau einiger Häuser und der Kirche. Bei der Neuanlage der Stadt wurden zur Verringerung der Brandgefahr breite Straßen angelegt. Hierzu wurden erhebliche Eingriffe in die Eigentumsverhältnisse vorgenommen. Nach zwei Jahren schon waren etwa zwei Drittel des Hausbestandes von 1791 wieder aufgebaut.

#### Napoleonische Kriege

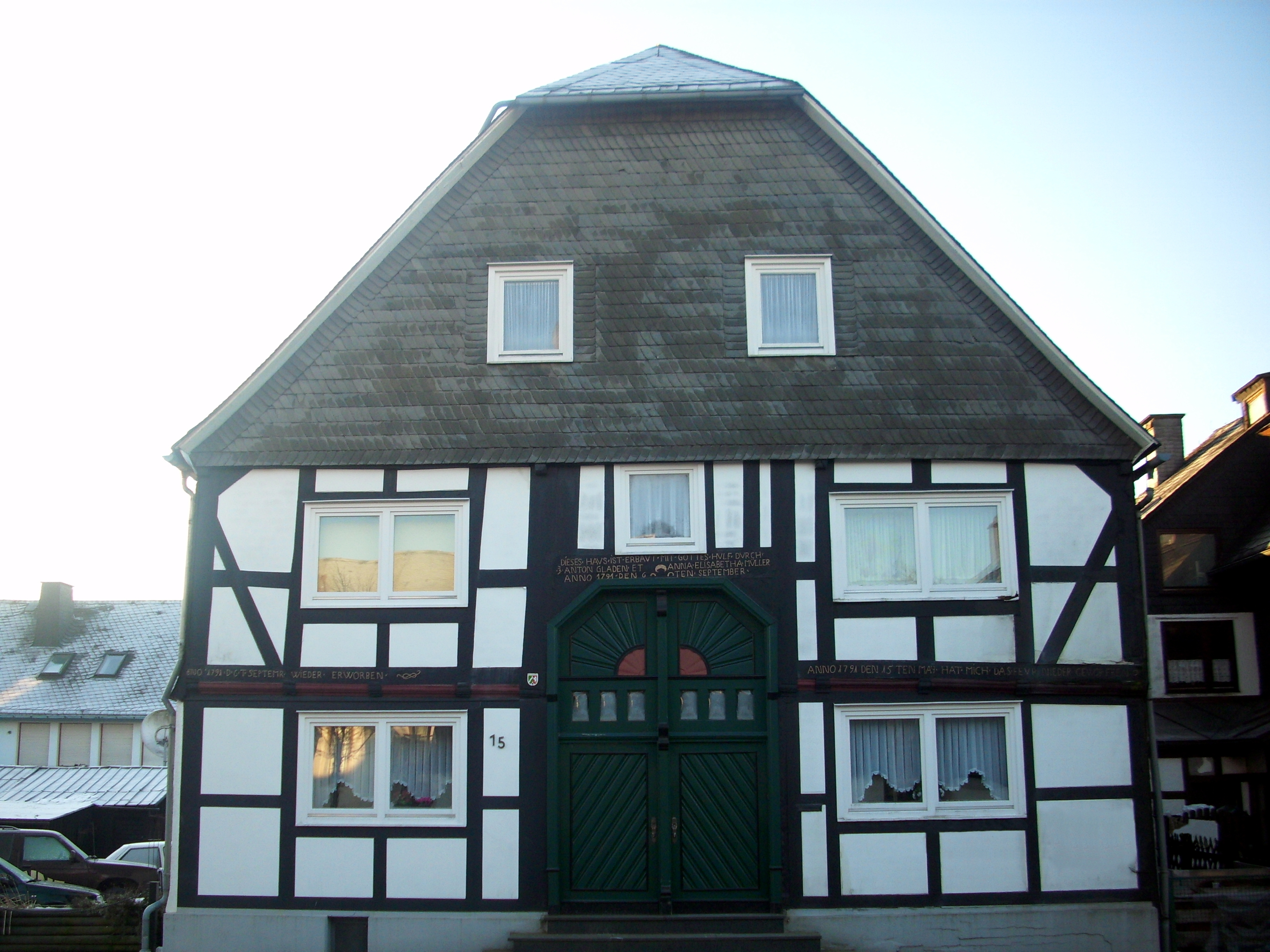
Winterberg Fachwerkhaus von 1791, Marktstraße 15

Mit der Französischen Revolution begann eine unheilvolle Zeit für die Stadt. 1802 okkupierten die Hessen das Herzogtum Westfalen. Am 8. September marschierten hessische Truppen mit geladenen Gewehren in die Stadt ein. Bis zum Jahr 1816, als die Preußen das Herzogtum übernahmen, wurden den Bürgern der Städte nach und nach ihre alten Rechte genommen. Mit dem Argument der Gleichförmigkeit der Verfassung im ganzen Herrschaftsgebiet und unter dem Schutz der Franzosen begann der Landgraf von Hessen-Darmstadt, eine absolutistische Herrschaft in einem zentralistischen Staat aufzurichten.
1804 wurde die Wehrpflicht für junge Männer mit zehnjähriger Dienstpflicht eingeführt. Um dem Nachdruck zu verschaffen, verlegten die Hessen 1805 ein 20-köpfiges Militärexekutionskommando in die Stadt, nachdem sich offenbar zahlreiche Männer der befohlenen Musterung in Arnsberg nicht gestellt hatten. 1806 wurde die ständische Verfassung aufgehoben, wodurch die Städte ihres Mitspracherechts an der Landesregierung beraubt wurden. 1811 wurde die Schultheißenordnung für Städte und Freiheiten eingeführt, wodurch die Städte ihre alten Selbstverwaltungsrechte verloren.
Wie sehr sich die Zentralregierung selbst in unbedeutende lokale Angelegenheiten einmischte zeigt der Befehl, die sogenannten faulen Sümpfe im Stadtgebiet mit Steinen aufzufüllen. Ohne Kenntnis der lokalen Gegebenheiten wurde die Einrichtung einer Mahlwaage in einer Stadt befohlen, in der der Ackerbau nur eine untergeordnete Rolle spielte. Hingegen wurden die Aktivitäten des Magistrats um Neuerbauung einer Schule auf keinerlei Weise unterstützt. Viele Verordnungen dienten allein der Erhöhung der landesherrlichen Einkünfte, ohne sich um die Interessen der Einwohner zu kümmern. Für 1808 und 1809 sind zwei umfangreiche Steuerregister zur Erhebung der Grundsteuer erhalten.
Immer drückender wurde die Steuerlast aufgrund der unaufhörlichen Kriege Napoleons, den der Herrscher aus Darmstadt unterstützte. 1814 kam es zu zahlreichen Einquartierungen und Kontributionen, die die Bevölkerung weiter verarmen ließen. Als im Oktober 1815 einige Bürger Steuerrückstände nicht mehr zahlen konnten oder wollten, verlieh man den Forderungen Nachdruck, indem man die Zwangsversteigerung von Öfen androhte. Über all dies erfährt man viel in den Ratsprotokollen aus dem Jahr 1805 und aus der Stadtchronik des Pfarrers Joseph Quick aus der 1. Hälfte des 19. Jahrhunderts.

#### Preußische Zeit

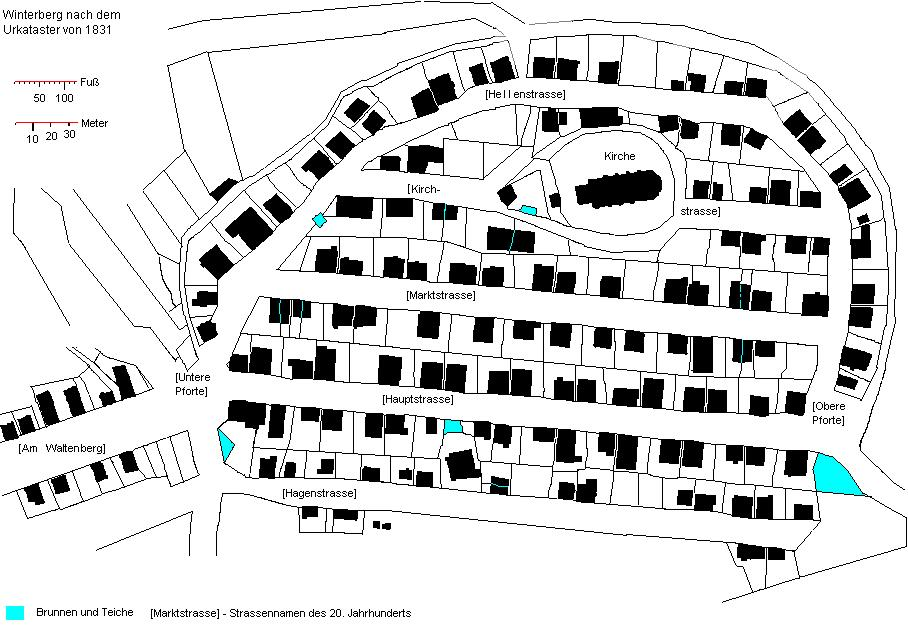
Winterberg nach der Katasteraufnahme von 1831

Die preußische Herrschaft begann im Hungerjahr 1816. In dieser Situation ließen die neuen Landesherren „Ostsee-Korn“, also Getreide aus den östlichen Provinzen Preußens, in die neuen westlichen Provinzen transportieren und halfen so, die Hungersnot zu lindern. An der Gemeindeordnung änderte sich zunächst nichts. Winterberg gehörte zunächst zum Kreis Medebach und ab 1819 dann zum Kreis Brilon. 1826 wurde der Bürgermeisterbezirk Winterberg mit den Orten Winterberg, Elkeringhausen, Grönebach, Hildfeld, Niedersfeld, Silbach, Altastenberg und Lenneplätze gebildet. Der Bezirksbürgermeister wurde vom Landrat eingesetzt. 1836 erfolgte die erstmalige Wahl eines Bürgermeisters und des Magistrats (bestehend aus drei Personen) nach der revidierten Westfälischen Städteordnung. Damit fand erstmals seit 1811 wieder eine Kommunalwahl statt. 1837 wurden die Wahlen vom Landrat bestätigt und die Gewählten in ihr Amt eingeführt. Damit schied Winterberg aus dem Bürgermeisterbezirk aus, dessen übrige Orte das neue Amt Niedersfeld bildeten. Während der Revolution von 1848 kam es zu keinerlei Unruhen in der Stadt. Nach mündlicher Überlieferung musste der Bürgermeister vorübergehend die Stadt verlassen, konnte aber schon bald wieder zurückkehren.
Zwischen dem Ende der Napoleonischen Kriege 1815 und dem Ende des Zweiten Weltkrieges 1945 blieb die Stadt von direkten Kriegseinwirkungen verschont. Das preußische 19. Jahrhundert war für Winterberg geprägt von einem allmählichen Aufschwung in weitgehend friedlicher Zeit. Dies wurde begünstigt durch den allmählichen Abbau aller Schulden aus der Zeit des Siebenjährigen Krieges und der napoleonischen Kriege. Ab 1842 war die Stadt schuldenfrei.
In den Jahren 1824 und 1825 ließen sich ein Arzt und ein Apotheker in der Stadt nieder. In diese Zeit fällt der Straßenbau („Chausseen“). 1833 wurde die Strecke („Ruhrstraße“) nach Niedersfeld, 1835 die Straße nach Hallenberg fertiggestellt. Hiermit wurde die direkte Verbindung zwischen Münster, Arnsberg einerseits und Gießen, Darmstadt und Frankfurt andererseits deutlich verbessert. 1848 begann der Straßenbau nach Neuastenberg und weiter Richtung Berleburg. 1857 wurde eine Sparkasse eingerichtet.

### 20. und 21. Jahrhundert

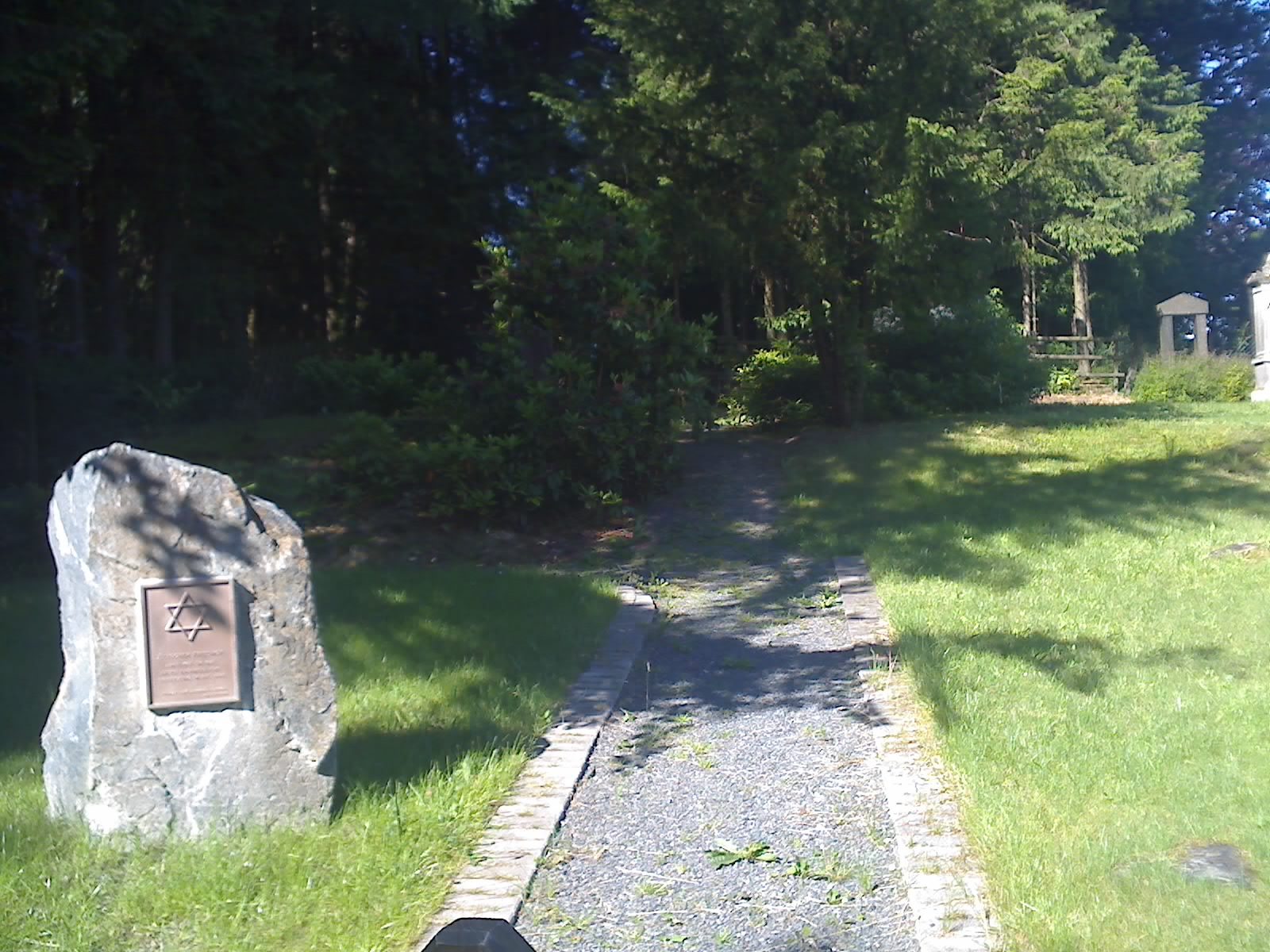
Jüdischer Friedhof

Zu Beginn des 20. Jahrhunderts führten Einheimische das Skifahren ein, was schon bald zu einem Aufschwung des Wintersports in Winterberg führte.
Der Beginn der nationalsozialistischen Diktatur 1933 brachte das Ende der kommunalen Selbstverwaltung sowie die Verfolgung der Juden in Winterberg. Erstmals lässt sich eine jüdische Familie in Winterberg für das Jahr 1672 nachweisen. Sie ernährte sich von Schlachterei und vom Handel, nichts Ungewöhnliches in dieser Stadt. 1808 zwangen die Hessen die Juden, erbliche Familiennamen anzunehmen. Seit der Zeit war der übliche Name „Winterberger“. Im 19. Jahrhundert teilte sich die Familie in mehrere kinderreiche Zweige auf, von denen viele erfolgreiche Kaufleute waren.
Unter dem Druck des NS-Regimes wurde 1937 der Verkauf der Winterberger Branntwein- und Liquörfabrik durchgeführt. Während der Sohn der Eigentümer in die USA auswandern konnte, wurden die Eltern im Zweiten Weltkrieg in Riga und im Konzentrationslager Stutthof bei Danzig ermordet. Von einer zweiten Familie, die sich von einem Textilgeschäft ernährte, konnten die beiden Kinder vor Kriegsausbruch in der Schweiz und in Großbritannien in Sicherheit gebracht werden. Die Eltern jedoch wurden 1943 in Auschwitz umgebracht. Das Vermögen der Familie wurde beschlagnahmt und versteigert. Eine dritte Familie, eine Jüdin und ihre „halbjüdische“ Tochter, beide katholischen Glaubens, wurden 1944 in ein Arbeitslager verschleppt und haben den Krieg und die Verfolgungen überlebt. Von den überlebenden Juden „Winterberger“ ist keiner mehr zurückgekehrt. Weitgehend verborgen liegt der jüdische Friedhof im Ostteil der Kernstadt.
Erstmals am 23. September 1944 kam es mit dem Abwurf von 16 Bomben auf den Bahnhofsbereich durch alliierte Bomber zu den ersten unmittelbaren Kriegseinwirkungen im Zweiten Weltkrieg, wobei es bei Sachschäden blieb. Am 18. November 1944 beschlagnahmte die Wehrmacht die Volksschule, um darin ein Lazarett einzurichten. Von Januar bis zum Ende der Kämpfe in der Stadt gab es fast täglich Luftalarm, um vor alliierten Flugzeugen zu warnen. Der Eisenbahntunnel wurde zum wichtigsten Schutzraum der Bevölkerung. Zu Luftangriffen kam es aber selten. Bei einem Tieffliegerangriff am 21. März 1945 auf einen Zug, der mit 600 Kindern aus Recklinghausen besetzt war, wurden vier Schülerinnen und zwei Lehrerinnen getötet. Die 16 Schwerverletzten wurden ins städtische Krankenhaus gebracht. Die Toten wurden in einem Gemeinschaftsgrab auf dem Stadtfriedhof beerdigt. Als am 29. März (Gründonnerstag) die US-Army morgens von Süden her Hallenberg erreichte, wurde in Winterberg der Volkssturm zur Verteidigung aufgerufen. Am 30. März (Karfreitag) gab es bei einem Tieffliegerangriff auf den Mittagszug Tote und Verwundete. Am nächsten Tag schossen Tiefflieger u. a. einen Panzer und ein Haus in Brand. Am Ostersonntag, dem 1. April, begann der Beschuss der Stadt durch US-Artillerie. Drei Priester zelebrierten für die in den Eisenbahntunnel geflohene Bevölkerung, die zeitweise bis zu 2000 Menschen umfasste, mehrere Heilige Messen. An diesem Tag starb der katholische Pastor Hackenberg während des Artilleriebeschusses. Am Ostermontag begann der Bodenkampf um Winterberg. Insbesondere um den Raum Richtung Züschen und um die „Untere Pforte“ wurde erbittert gekämpft. Allein bei den deutschen Soldaten soll es 200 Gefallene und Verwundete gegeben haben. Die US-Soldaten eroberten schließlich den Großteil der Stadt. Deutsche Artillerie beschoss nun Winterberg. Glücklicherweise konnten Verhandlungen um einen zeitweisen Waffenstillstand zwischen dem amerikanischen Kommandanten Ewald und einem deutschen Feldarzt geführt werden. Am 4. April willigten die Deutschen auf einen kampflosen Rückzug um 1500 m ein. Dadurch blieb der Ort vor weiteren Zerstörungen bewahrt und rettete zahlreichen Verwundeten im Kurhaus und in Hotels das Leben. Am 6. April wurde Befehl erteilt, den zugigen und nassen Tunnel zu verlassen, nachdem Fälle von Diphtherie und Scharlach aufgetreten waren. Am 19. Mai wurde ein Förster durch ehemalige Gefangene aus der Sowjetunion ermordet. Im Juni 1945 lösten britische Truppen die Amerikaner ab, da Winterberg nun zur britischen Zone gehörte. Durch Explosionen von Blindgängern wurden 1945 fünf und 1946 drei Menschen getötet. Im Zweiten Weltkrieg fielen 167 Winterberger als Soldaten der Wehrmacht an der Front, davon die meisten an der Ostfront oder starben in Gefangenschaft. Außerdem kamen 16 Zivilisten ums Leben.
Während der COVID-19-Pandemie in Deutschland kam es nach Weihnachten 2020 zu einem Verkehrschaos. Tausende Tagestouristen, vor allem Familien, fuhren nach Winterberg und in andere deutsche Skigebiete, um den zuvor gefallenen Schnee in den Bergen zu bestaunen, und um Rodelschlitten zu fahren, obwohl die Lifte und Pisten wegen Corona geschlossen waren. Die Stadt sperrte die Zufahrt zu den Parkplätzen. Am 27. bis 30. Dezember waren sämtliche Parkplätze, Straßenränder, Einfahrten und Waldwege zugeparkt. Die Tagestouristen kamen aus dem Märkischen Kreis, aus dem Kreis Olpe, dem Ruhrgebiet und teils auch aus dem Rheinland.

### Religionen

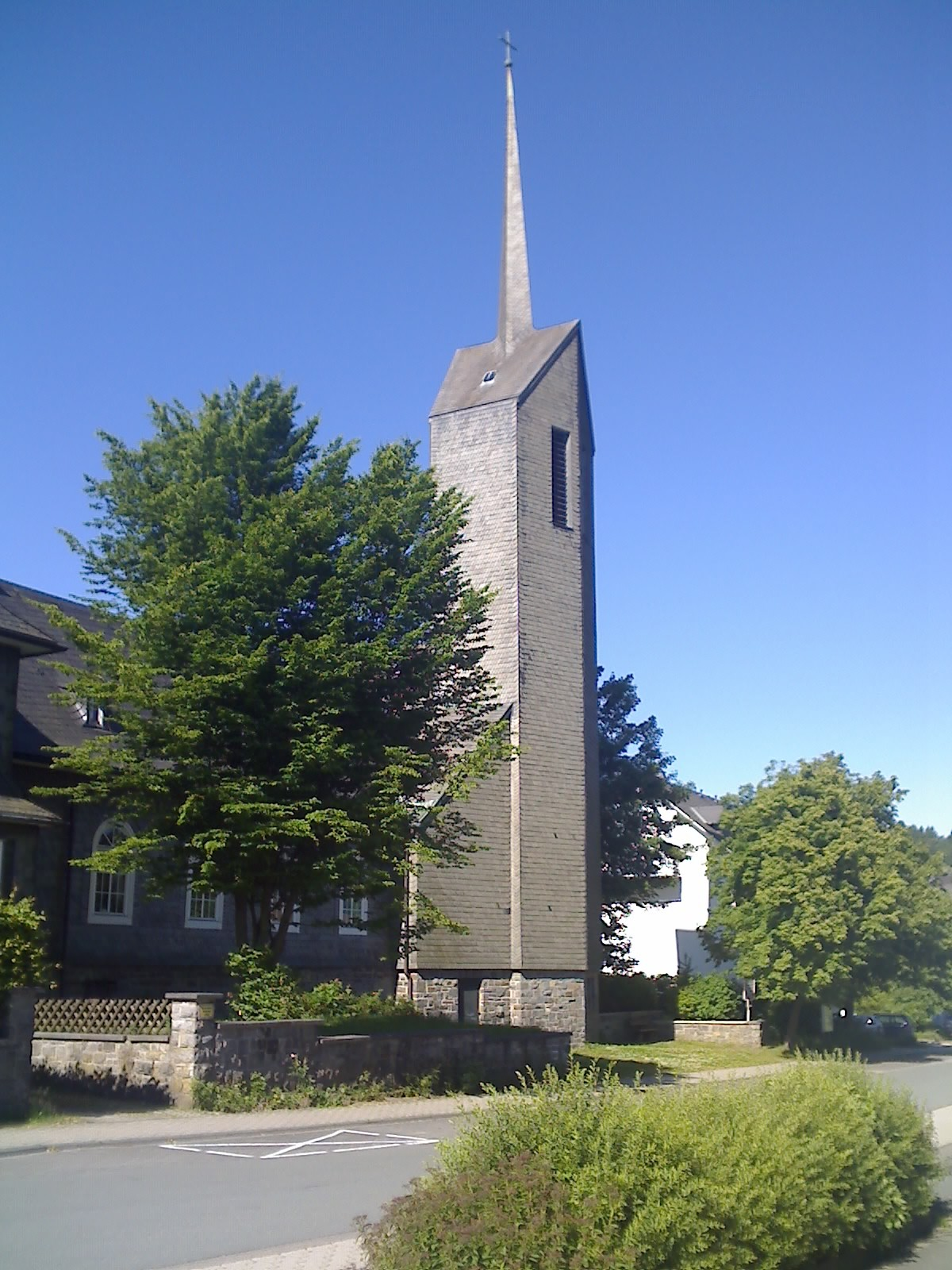
Evangelische Kirche

Vorherrschende Konfession war und ist der Katholizismus. Während der Zeit des Kurfürsten Truchseß von Waldburg hatte Winterberg kurzzeitig im Jahr 1583 zwei evangelische Prädikanten angenommen, die aber nach kurzer Zeit die Stadt wieder verlassen mussten. 1584 huldigte die Stadt dem neuen Landesherrn Ernst von Bayern und verblieb seit dieser Zeit bei der alten Konfession. Dies verhinderte aber nicht, dass auch in kurkölnischer Zeit immer wieder vereinzelte Personen protestantischer Konfession in der Stadt lebten. Zu nennen sind im 18. Jahrhundert eine Familie Althaus sowie ein aus Wetzlar gebürtiger Chirurg. Nach dem Ende der kurkölnischen Zeit siedelten sich nach und nach vereinzelte protestantische Familien an. 1925 erhielt die evangelische Gemeinde eine eigene Kirche. Vor allem kurz nach dem Ende des Zweiten Weltkrieges nahm der evangelische Anteil an der Bevölkerung durch Heimatvertriebene aus dem Osten stark zu. Im Jahr 1961 waren von den Einwohnern 83 % Katholiken, 16 % Evangelische und 1 % gehörten sonstigen Konfessionen an oder waren konfessionslos.

### Eingemeindungen
Am 1. Januar 1975 wurde im Zuge der kommunalen Reform aus der Kernstadt Winterberg, den Gemeinden des ehemaligen Amtes Niedersfeld sowie aus den Ortschaften Züschen (vorher Amt Hallenberg), Siedlinghausen (vorher Amt Bigge), Altenfeld (vorher Gemeinde Bödefeld-Land, Amt Fredeburg im Kreis Meschede) sowie den vorher zum Kreis Wittgenstein gehörigen Höhendörfern Neuastenberg, Langewiese, Hoheleye und Mollseifen die Stadt Winterberg gebildet.

### Einwohnerentwicklung der Kernstadt
Für die Zeit vor 1818 gibt es keine exakten Einwohnerzahlen, sondern Daten wie Anzahl Bürger, Hausstätten, Steuerpflichtige oder ähnliches. Erst ab 1818 gibt es entsprechende Zählungen und Fortschreibungen.
| Jahr | Einwohner |
| ---- | --------- |
| 1818 | 1115      |
| 1826 | 1150      |
| 1837 | 1215      |
| 1843 | 1288      |
| 1846 | 1312      |
| 1858 | 1373      |
| 1864 | 1338      |
| 1871 | 1105      |
| 1885 | 1164      |
| 1895 | 1265      |
| 1905 | 1389      |
| 1910 | 1574      |

| Jahr | Einwohner |
| ---- | --------- |
| 1925 | 1900      |
| 1933 | 2082      |
| 1939 | 2254      |
| 1946 | 3353      |
| 1948 | 3534      |
| 1950 | 3492      |
| 1961 | 3388      |
| 1964 | 3579      |
| 1965 | 3572      |
| 1970 | 3658      |
| 1974 | 4166      |
| 1978 | 4300      |

## Politik

### Stadtrat
Bei der Kommunalwahl am 13. September 2020 errangen die Parteien folgende Stimmanteile und Sitze im Stadtrat:
- CDU: 17
- SPD: 10
- FDP: 2
- FWG: 3

| Partei | 2020          | 2020  | 2014          | 2014  | 2009          | 2009  |
| Partei | Stimmenanteil | Sitze | Stimmenanteil | Sitze | Stimmenanteil | Sitze |
| ------ | ------------- | ----- | ------------- | ----- | ------------- | ----- |
| CDU    | 54,35 %       | 17    | 52,8 %        | 17    | 57,8 %        | 18    |
| SPD    | 30,39 %       | 10    | 40,9 %        | 13    | 30,2 %        | 10    |
| FDP    | 06,64 %       | 02    | 06,3 %        | 02    | 11,9 %        | 04    |
| FWG1   | 0 8,62 %      | 03    | 0–            | 0–    | 0–            | 0–    |

### Bürgermeister
- Adolf Brinkmann (1945–1946), kommissarisch beauftragt
- Alfons Lerch (1946)
- Johann Braun (1946–1954)
- Heinrich Wahle (1954–1956)
- Lorenz Deimel (1956–1964)
- Willi Braun (1964–1969)
- Wilhelm Mraß (1969–1972)
- Josef Schnorbus, CDU (1972–1975), vor der kommunalen Neugliederung
- Josef Schnorbus, CDU (1975–1989)
- Bernd Braun, CDU (1989–1997)
- Hans-Richard Kick, CDU (1997–1999), erster hauptamtlicher Bürgermeister
- Werner Eickler (* 1961), Diplom-Verwaltungswirt, CDU (1999–2020)
- Michael Beckmann, Tourismus-Direktor, CDU (seit 2020)

### Wappen
| Wappen von Winterberg | Blasonierung: „In Silber eine rote gezinnte Stadtmauer mit offenem Tor in Form eines Kleeblattbogens, überragt von drei roten Türmen mit Spitzdächern, dazwischen auf roten Stangen zwei goldene Hochkreuze; im Tor der wachsende blaugekleidete heilige Jakobus der Ältere, in der Rechten eine rote Kirche, in der Linken einen goldenen Stab mit goldener Pilgerflasche haltend.“ |
| Wappen von Winterberg | Wappenbegründung: Das Wappen entstammt einem Siegel, das seit etwa 1300 gebraucht worden ist. Der heilige Jakobus der Ältere ist der Patron der Pfarrkirche, die Stadtmauer weist auf die ehemalige Stadtbefestigung hin. Bis 1911 besaß die Stadt kein Wappen. Die amtliche Genehmigung des ersten Wappens erfolgte am 28. Juli 1911. Erneut genehmigt wurde das Wappen, – mit kleineren Änderungen (heiliger Jakobus hält von nun an einen goldenen Stab mit Pilgerflasche statt einer Jakobsmuschel) – nach der kommunalen Reform, am 9. Januar 1978. |

### Städtepartnerschaften
Seit September 1966 besteht eine Städtepartnerschaft mit der französischen Stadt Le Touquet. Am 2. November 1974 begründete man zudem eine Partnerschaft mit Rixensart (Belgien).
Seit dem 7. April 1989 pflegt man eine weitere Städtepartnerschaft, und zwar mit Rijssen-Holten (Niederlande). Nach dem Mauerfall trat der thüringische Wintersportort Oberhof zu den Partnerstädten hinzu (26. April 1990); diese Partnerschaft wurde mit dem Jahreswechsel 2017/2018 in gegenseitigem Einvernehmen beendet.

## Kultur und Sehenswürdigkeiten

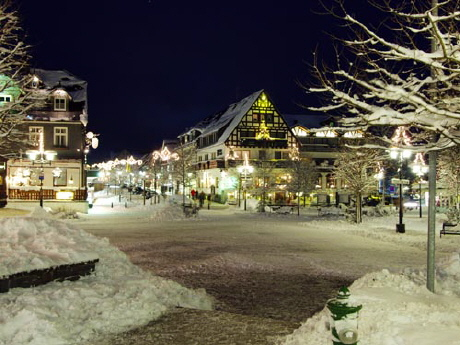
Marktplatz in der Unteren Pforte bei Nacht

### Bauwerke
Zu den Sehenswürdigkeiten von Winterberg gehören neben der St.-Jakobus-Kirche zahlreiche alte Fachwerkhäuser in der Altstadt, die seit Fertigstellung des Waltenbergtunnels vom Durchgangsverkehr freigehalten wird. Die St.-Georg-Schanze steht seit Jahren für zahlreiche internationale Sprungwettbewerbe. Ein Musterbeispiel für gelungene Kirchenarchitektur ist die Evangelische Kirche von Winterberg.
Ein Feuer zerstörte am 6. Juni 2009 das auf der Winterberger Kappe gelegene historische Bobhaus. Das 1910 von dem Architekten Fritz August Breuhaus entworfene Gebäude wurde wieder aufgebaut und fast genau ein Jahr später neu eröffnet.

### Parks
Nördlich der Altstadt befindet sich der Kurpark „In der Helle“. Im Sommer gibt es dort die Möglichkeit Minigolf zu spielen. Im Winter ist der Park ein ideales Rodelgebiet, weil er zu Fuß von der Innenstadt oder vom Bahnhof aus schnell erreichbar ist und weil das Gelände nach Norden hin steil genug abfällt.

### Naturdenkmäler

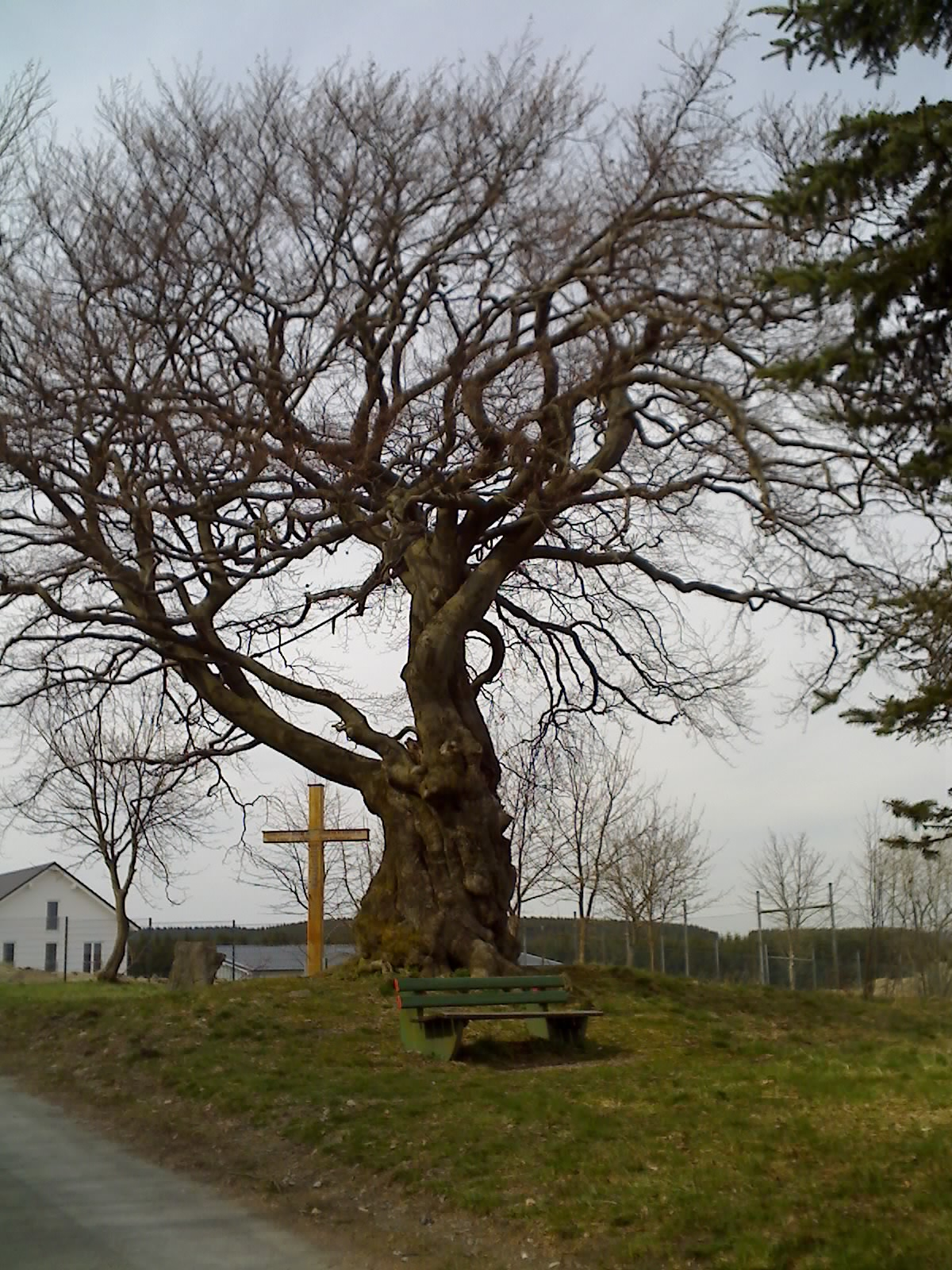
Naturdenkmal Rauher Busch

Im Stadtgebiet Winterberg erhebt sich einer der höchsten und der wohl bekannteste Berg des Sauerlandes, der Kahle Asten. Zudem entspringt auch einer der größten Flüsse Deutschlands im Stadtgebiet von Winterberg, die Ruhr. Die Ruhrquelle ist ein sehr beliebtes Ausflugsziel und bietet mit diversen Wanderwegen rund um die Ruhrquelle einen schönen Einblick in die Landschaft des Sauerlandes. Etwa 20 Minuten Fußweg von der Innenstadt entfernt, am Beginn des Gewerbegebietes, steht der „Rauhe Busch“, eine etwa 300 Jahre alte Buche, welche als Naturdenkmal geschützt ist.

### Sport
Bei Winterberg befinden sich das weitläufige Skiliftkarussell Winterberg, zahlreiche Skilifte, Skipisten, Loipen, die St.-Georg-Schanze weitere kleine Skisprungschanzen und eine Bobbahn. Auf der Rodel- und Bobbahn Winterberg werden seit Jahrzehnten Weltcups beim Rennrodeln, Bob und Skeleton durchgeführt; ferner fanden zahlreiche Welt- und Europameisterschaften statt. Die erste Europameisterschaft in Winterberg fand schon 1914 statt.
Alle zwei Jahre zu Pfingsten ist Winterberg Startpunkt des Ultramarathonlaufs Tortour de Ruhr. Der Lauf beginnt an der Ruhrquelle und endet nach 230 Kilometern in Duisburg am Rheinorange.
Im Stadtgebiet befindet sich seit 2003 der Bikepark Winterberg und seit 2006 die Panorama-Erlebnis-Brücke. Bis März 2010 gab es in Winterberg eine Eissporthalle, die vor dem Bau des Hotels Oversum abgerissen wurde. Das Oversum wurde im Mai 2012 eröffnet.
Bis April 2012 betrieb die Stadt außerdem ein eigenes Waldfreibad mit angeschlossenem Hallenbad. Das 50-m-Becken und die atemberaubende Aussicht waren besondere Merkmale des wohl höchstgelegenen Freibades Nordrhein-Westfalens. Im Mai 2012 wurde es durch ein Hallenbad im neuen Hotel Oversum ersetzt. Für den Erhalt des traditionellen Freibades hatten sich bis 2012 viele Bürger der Stadt Winterberg ausgesprochen, was jedoch nicht auf Gehör in der Stadtverwaltung traf. Das neue Hallenbad ging am 1. Mai 2013 in die Insolvenz und wurde auf unbestimmte Zeit geschlossen. Seit dem 1. April 2014 ist die Stadt Winterberg Eigentümerin des Schwimmbades, welches ein Sportbecken mit 25 Metern Länge, ein Bewegungsbecken mit Hubboden und ein Kinderbecken umfasst. Die Wiedereröffnung wurde am 12. April 2014 mit einem Tag der offenen Tür gefeiert.
2021 bewarb sich die Stadt als Host Town für die Gestaltung eines viertägigen Programms für eine internationale Delegation der Special Olympics World Summer Games 2023 in Berlin. 2022 wurde sie als Gastgeberin für Special Olympics Hong Kong ausgewählt. Damit wurde sie Teil des größten kommunalen Inklusionsprojekts in der Geschichte der Bundesrepublik mit mehr als 200 Host Towns.
Das Westdeutsche Wintersport-Museum ist ein regionales Museum.

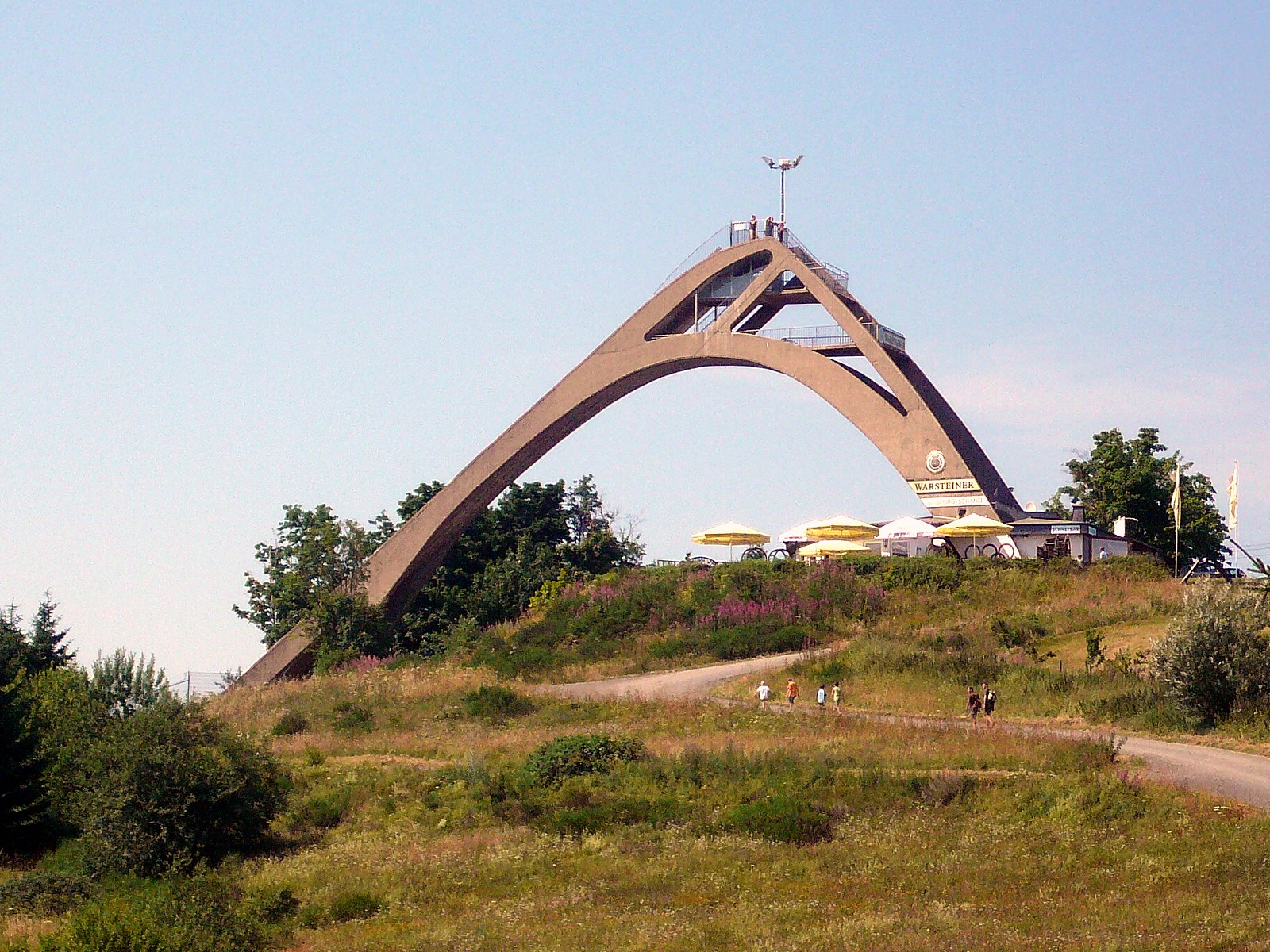
St.-Georg-Schanze
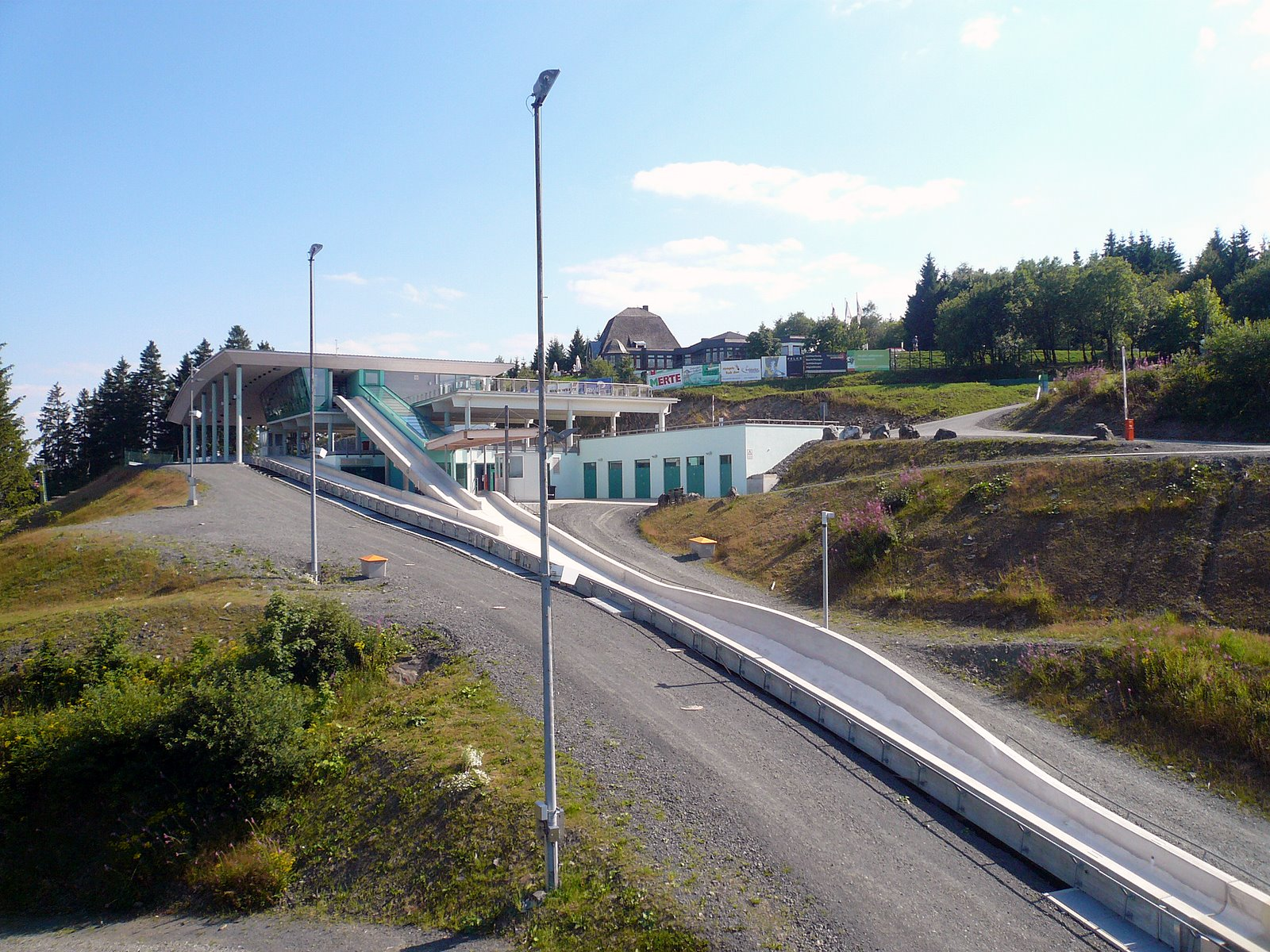
Bobbahn mit Bobhaus
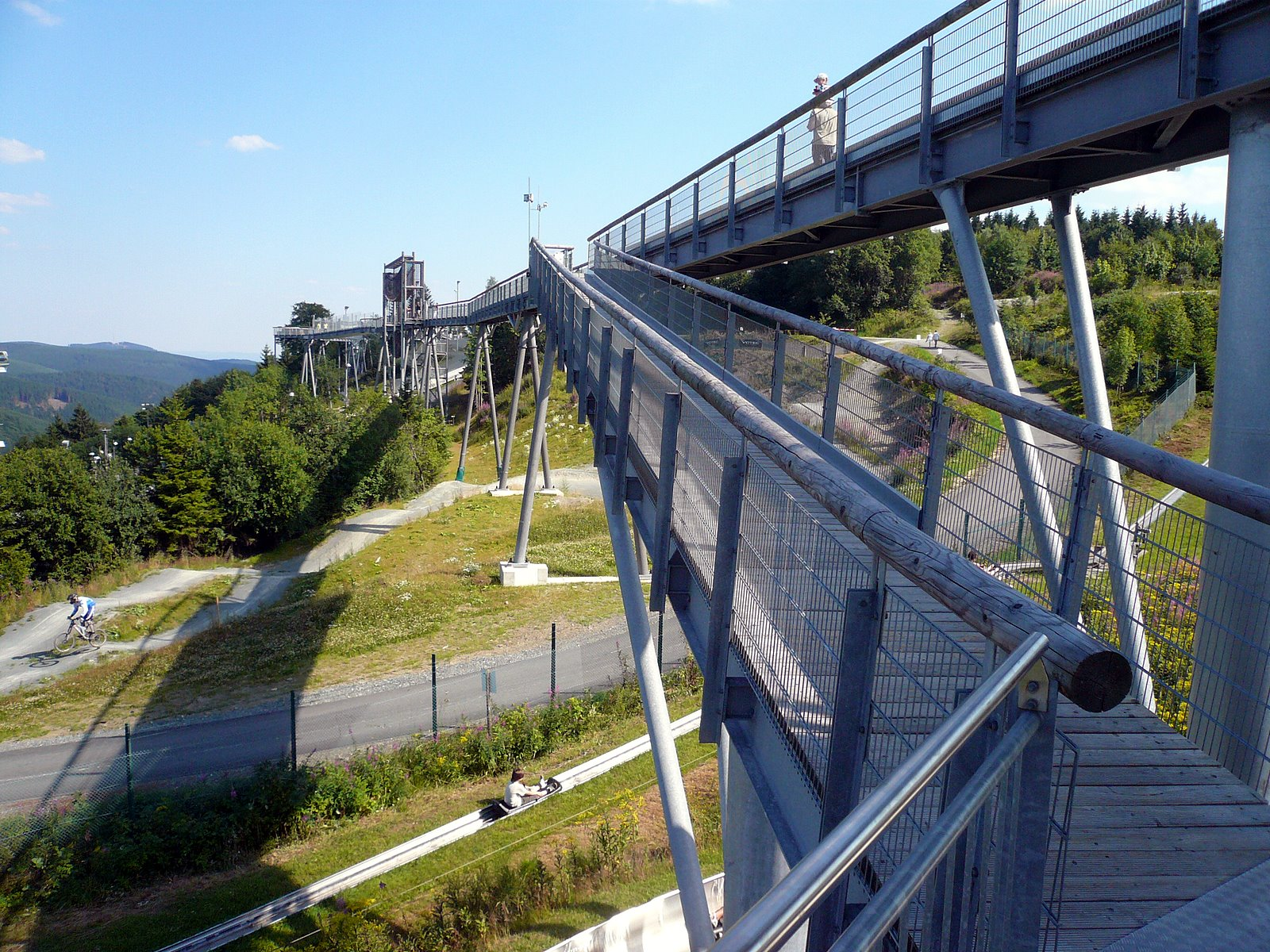
Panorama-Erlebnis-Brücke
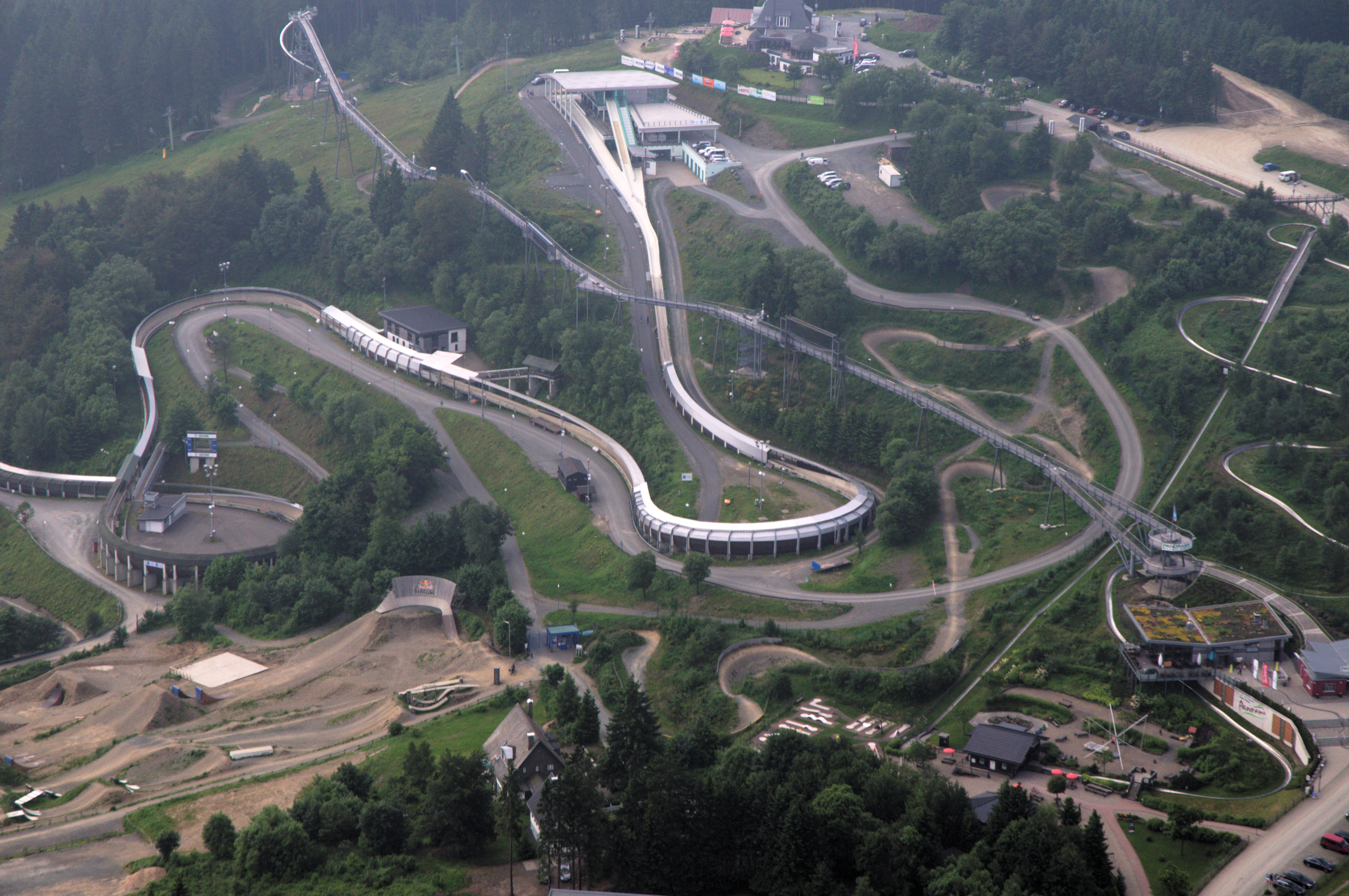
Luftbild der Bobbahn mit Panorama-Erlebnis-Brücke

### Musik
- Tambourkorps St. Jakobi Winterberg
- Stadtkapelle Cäcilia Winterberg
- Orchester des Geschwister-Scholl-Gymnasiums Winterberg
- Singing Circle (Chor)
- Sleepless Nights (Rockband)

### Regelmäßige Veranstaltungen
Von etwa 1980 bis 2011 fand im Januar oder Februar ein Schlittenhunderennen an der Kuhlenbergloipe statt.
Jährlich zwischen Mitte Dezember bis Anfang Januar wird auf dem Winterberger-Marktplatz, ein Weihnachtsmarkt veranstaltet, namens Winterberg Winterdorf.
Seit den 2000er-Jahren wird in Winterberg alle zwei Jahre (meistens im Mai) eine Gewerbeschau, namens Winterberger Stadterlebnis veranstaltet. Dort stellen die Firmen, Vereine und Gastronomen aus oder Nähe von Winterberg ihre Betriebe auf eigenen Ständen verteilt in der Kernstadt vor.
In der Osternacht wird auf dem Kreuzberg ein Osterfeuer angezündet, nachdem dort Tage vorher große Holzmengen gesammelt und aufgeschichtet wurden. Bis vor wenigen Jahren gab es jährlich vier Prozessionen der katholischen Pfarrgemeinde. Es waren dies die Fronleichnamsprozession, die Prozession zu Himmelfahrt, eine Feldprozession sowie die Jakobus-Prozession zu Ehren des Kirchenpatrons.
Das traditionell am dritten Wochenende im Juli gefeierte Winterberger Schützenfest wurde vor einigen Jahren auf den Juni vorverlegt. Höhepunkte dieser Veranstaltung sind das am Samstag stattfindende Vogelschießen sowie der feierliche Einzug der Schützen beim Hochamt in der Pfarrkirche am darauf folgenden Sonntag. Dieses Fest geht zurück auf die ursprünglichen Aufgaben der Schützen in der Stadt. Vor 1800 war jeder Bürger verpflichtet, zum Schutz der städtischen Rechte und Freiheiten nach außen und zur Ausführung von polizeilichen Aufgaben im Innern auf Anforderung von Bürgermeister und Rat mit seiner Waffe anzutreten. Zur Aufrechterhaltung dieser Fähigkeit wurden in der Regel jährlich Musterungen aller Bürger durchgeführt. Hierbei mussten sie die Funktionsfähigkeit ihrer Waffen und ihre Treffsicherheit als Schützen nachweisen. Nachdem im 18. Jahrhundert ihre Aufgaben mehr und mehr an Bedeutung verloren hatten, kam es nach den Kriegen gegen Napoleon und dem Übergang des Herzogtums Westfalen an Preußen zu einer Wiederbelebung des alten Schützenwesens. Hierauf geht die Gründung der Schützengesellschaft Winterberg im Jahr 1825 zurück.
Ein Überbleibsel der in kurkölnischer Zeit üblichen vier Jahrmärkte ist der am dritten Wochenende im August von Freitag bis Montag stattfindende Winterberger Markt, auch Winterberger Kirmes genannt. Am Montagmorgen erlebt man den ursprünglichen Viehmarkt, wenn verschiedenartige Tiere aus der regionalen Viehzucht der Öffentlichkeit vorgestellt und prämiert werden.
Üblicherweise im September oder Oktober veranstalten verschiedene Vereine das traditionelle Kartoffelbraten. Jeder bringt seine eigenen Kartoffeln und verschiedene Beilagen mit. Für die Kinder werden Spiele veranstaltet, mit Vorliebe das so genannte Eierlaufen und das Sackhüpfen.

### Kulinarische Spezialitäten
Man sagt den Winterbergern nach, dass sie Eier in jeder beliebigen Zubereitung mögen. Deshalb haben die Einwohner benachbarter Ortschaften sie mit dem Spitznamen „Äggerfriäter“ (Eierfresser) belegt. Ein traditionelles Gericht ist zum Beispiel der Speck-Pfannkuchen. Außerdem werden gerne Soleier gegessen.
Eine weitere ortsübliche Besonderheit ist das so genannte Kartoffelbraten. Nach der Kartoffelernte im Herbst treffen sich die Einheimischen in den umliegenden Wäldern bei Schutzhütten mit Feuerplätzen. Dort wird mit Buchenholz ein Feuer entfacht. In die heruntergebrannte Glut legt man am besten frisch geerntete Kartoffeln. Sie werden rundum mit der noch glühenden Asche bedeckt und nach einigen Minuten herausgenommen, wenn sie gar sind. Von der Asche gesäubert werden die heißen Kartoffeln mit der Schale verzehrt. Dazu reicht man Butter oder Zwiebelgemüse (Sahne/Schmand Salz, Pfeffer mit viel gehackten Zwiebeln).
Weiterhin ist in der Gegend um Winterberg die Knochenwurst als regionale Spezialität zu nennen.

## Wirtschaft und Infrastruktur

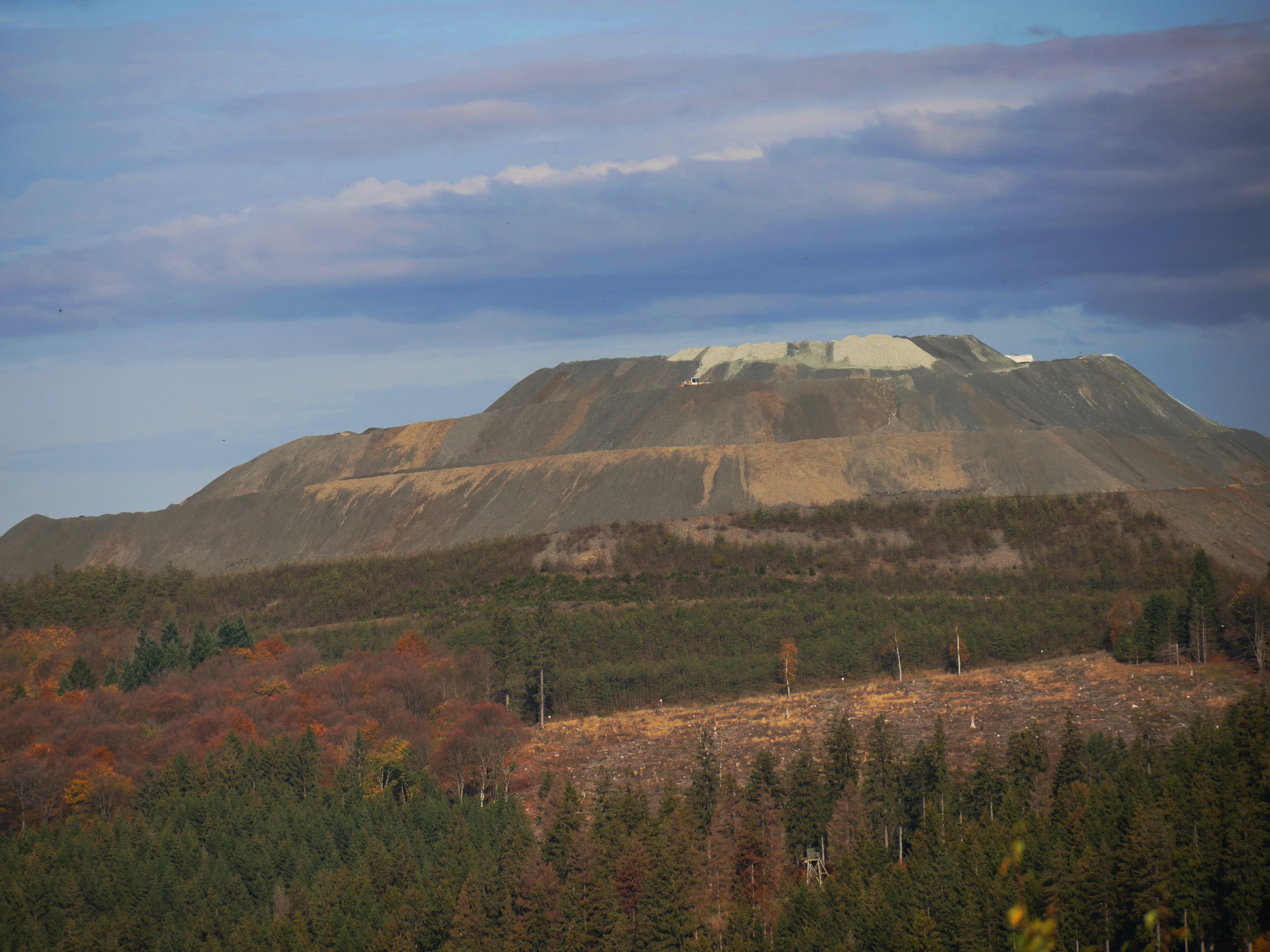
Abraumhalde am Kuhlenberg über Winterberg-Silbach

Aufgrund der ungünstigen klimatischen Bedingungen spielte der Ackerbau immer nur eine untergeordnete Rolle. Noch um 1800 ließ man das Ackerland sechs bis acht Jahre brach liegen, pflügte es im Frühsommer um, düngte im Folgejahr und bepflanzte es mit Kartoffeln. Im darauf folgenden Jahr wurde Sommerroggen angebaut. Der Hafer brachte nur das Dreifache der Aussaat, der Roggen nicht einmal das Fünffache.
Dagegen bildeten Viehzucht und Waldwirtschaft lange Zeit eine wichtige Lebensgrundlage. So erhielt Kloster Grafschaft schon um 1307 von der Winterberger Weide eine bestimmte Menge Butter als Pachtabgabe. Daneben war die Schafzucht von Bedeutung. Noch um die Mitte des 19. Jahrhunderts weidete ein Schäfer aus Wiemeringhausen um die 600 Schafe, die den Winterberger Einwohnern gehörten.
Diese waren bis ins 20. Jahrhundert in Hudegenossenschaften zusammengefasst, die ihre Kühe und Ziegen von je einem gemeinsamen Hirten auf der gemeinschaftlichen Weide hüten ließen. Noch im Jahr 1934 gab es zwei Hirten, die 320 Rinder und 130 Ziegen für die Winterberger hüteten. Bis in die 1960er Jahre hinein wurden von einem Hirten Rinder aus den Ställen in der Stadt gesammelt und zur Hude getrieben.
Lange Zeit hatte die Forstwirtschaft große Bedeutung. Noch heute ist der überwiegende Teil der städtischen Flur mit Wald bestanden. In der Mark Wernsdorf wurde Eichenholz gewonnen. Eine wichtige Einnahmequelle besaß die Stadt durch den Verkauf von Brennholz. Daneben bestand vor der Industrialisierung, bevor die Steinkohle der Hauptenergielieferant war, ein großer Bedarf an Holzkohle auf den im Sauerland, im Siegerland und in der Grafschaft Waldeck reichlich vorhandenen Eisenhütten. Köhler erzeugten nachweislich spätestens seit dem 17. Jahrhundert Holzkohle in den Wäldern der Winterberger Gemarkung. Die Köhler selbst stammten häufig aus umliegenden Dörfern, etwa aus Niedersfeld und Silbach. Der Großteil der Wälder befand und befindet sich heute noch im Besitz der sogenannten Markengenossenschaften, die seit dem 1. Januar 1962 im Markenverband Winterberg zusammengeschlossen sind.
Am Ende des 18. Jahrhunderts wurden nach zeitgenössischen Berichten vor allem die im umliegenden Sauerland produzierten Eisenwaren von Sauerländer Wanderhändlern in ganz Deutschland vertrieben. Der Wanderhandel, der in den vergangenen Jahrhunderten eine der wichtigsten Einnahmequellen für die Bevölkerung war, ging mit dem Aufkommen des Wintersports und des damit verbundenen Fremdenverkehrs nachhaltig zurück. Er endete mit dem Zweiten Weltkrieg, als die Mehrzahl der wichtigen Handelsgebiete nicht mehr erreichbar war (anfangs vor allem die Niederlande und dauerhaft Mittel- und Ostdeutschland).
Nach der Eröffnung der Eisenbahnstrecke im Jahr 1906 und dem etwa gleichzeitigen Beginnen des Wintersports sollte sich die Lebensgrundlage für die Einwohner auf Dauer grundlegend ändern. Seit dieser Zeit nahm auch die Bevölkerung deutlich zu. 1934 hatte Winterberg 6 Hotels, 7 Gaststätten und 12 Privatpensionen. 1967 waren es 20 Hotels, 12 Gaststätten und 40 Privatpensionen. 1993 gab es in Winterberg mit seinen Gemeinden 652 Beherbergungsbetriebe und Privatpensionen. Heute ist die Stadt Winterberg der bedeutendste Wintersportplatz Nordwestdeutschlands und der Kur- und Fremdenverkehr die Haupterwerbsquelle der Winterberger Bevölkerung.
An guten Schneetagen kamen um 1960 auf jeden Einwohner zehn Wintersportler. 1965 betrug die Zahl der offiziell gezählten Übernachtungen 353.324. 1993 stieg diese Zahl, bezogen auf das gesamte Stadtgebiet, auf etwas mehr als 1 Million.

### Vergleich der Wirtschaftszweige
Im Jahr 1961 waren von 1698 Erwerbspersonen 15,5 % in Land- und Forstwirtschaft beschäftigt, 35,1 % im Produzierenden Gewerbe (darunter 12 % im Baugewerbe), 14,8 % in Handel und Verkehr und 34,6 % im sonstigen Dienstleistungssektor (vor allem im Fremdenverkehr). Nur 6 % waren Auspendler. Während Land- und Forstwirtschaft sowie produzierendes Gewerbe im Vergleich zum übrigen Kreis Brilon stark unterdurchschnittlich vertreten waren, waren die meisten Beschäftigten im Fremdenverkehr tätig, der damit im Kreisvergleich prozentual überdurchschnittlich vertreten war.
Nach einer Studie aus dem Jahr 1994 waren mittlerweile über 50 % der Beschäftigten in der Tourismusbranche tätig. 65 % aller Erwerbspersonen waren im Dienstleistungssektor (Handel, Verkehr, sonstige Dienstleistungen) beschäftigt – im Vergleich zu 47,5 % im Schnitt des Hochsauerlandkreises.
Zwar ist der Tourismus die Haupteinnahmequelle, doch die überaus starke Ausrichtung auf einen Wirtschaftszweig kann von Nachteil sein. Ungünstige Schneeverhältnisse wirken sich negativ auf die Besucherzahlen aus. Verstärkt wurde die Abhängigkeit vom Tourismus durch den Rückgang im Produzierenden Gewerbe. 1965 gab es noch einen holzverarbeitenden Betrieb, zwei metallverarbeitende Betriebe, zwei Textilbetriebe und fünf Bauunternehmungen mit insgesamt 400 Mitarbeitern. (Stat. Rundschau S. 35) Von diesen Betrieben hatten bis 1994 die Winterberger Schrauben und Normteile G.m.b.H. und die Trikotagenfabrik Fritz von der Helm’ die Produktion eingestellt.
Um die Abhängigkeit vom Fremdenverkehr zu verringern, spielt die Wirtschaftsförderung eine wichtige Rolle in der kommunalen Politik. Nach der kommunalen Neugliederung im Jahr 1975 wurde das Gewerbegebiet ‚Remmeswiese’ zur Verfügung gestellt. Hierdurch sollten Betriebe aus der Kernstadt ausgesiedelt werden und Platz für Neugründungen geschaffen werden. Die Bewohner der eingemeindeten Ortschaften sahen dies nicht immer mit Wohlwollen. Denn sie befürchteten, auch aus ihren Orten würden Betriebe ausgesiedelt, wodurch sich jene zu bloßen Schlafstätten zurückentwickeln würden.
Nachdem die Trikotagenfabrik Fritz von der Helm' Anfang der 1980er-Jahre eingestellt hatte und die Produktion nach Olsberg verlegt hatte, wurde aus dem Gebäude ein Komplex zusammen mit dem Möbelgeschäft Osthoff, eine Apotheke, Büros und Wohnräumen erschaffen. So sollte (aufgrund der Zentralen Lage) die Wohnqualität in der Kernstadt verbessert werden. Mitte der 1980er-Jahre wurde das Möbelgeschäft wieder geschlossen und im Jahr 1986 zog schließlich das bis heute ansässige Bekleidungsgeschäft Bessmann sowie mehrere wechselnde Supermärkte - als erstes von 1986 bis 1998: allfrisch (AVA AG), es folgte von 1998 bis 2003 ein Combi-Markt (Bremke & Hoerster) und seit 2003 ist dort REWE Ihr kaufpark ansässig.
Im Dezember 2007 eröffnete ein Investor in der Kernstadt, auf dem ehemaligen Bahnhofsgelände das Einkaufszentrum Pforte Winterberg mit Geschäften des täglichen Bedarfs und Gastronomie. Das Einkaufszentrum verbindet seitdem das verkleinerte Bahnhofsgelände mit dem Marktplatz.

### Verkehr

#### Straßenverkehr
Winterberg verdankt wenigstens zum Teil seine Entstehung der Lage am Kreuzungspunkt der beiden mittelalterlichen Fernstraßen Köln–Leipzig und Soest–Frankfurt am Main. Die Wegeführung entspricht im Wesentlichen innerhalb des Stadtgebietes den beiden Hauptverkehrsstraßen. Dies sind die Bundesstraßen 480, die von Winterberg nach Norden über Niedersfeld nach Olsberg führt, und 236, die von Schmallenberg kommend in Winterberg nach Süden abbiegt und in Richtung Züschen und Hallenberg weiterführt. Unmittelbar westlich der Stadt wurde an einem gemeinsamen Abschnitt beider Straßen die Winterberger Umgehungsstraße mit dem Herrlohtunnel errichtet und an der B 236 direkt unter der Innenstadt der Waltenbergtunnel, wodurch der Durchgangsverkehr an der Stadt vorbeigeleitet bzw. unter dieser hindurch geführt wird.
Die Landesstraße 742 ist eine Nebenstrecke der B 480 und verbindet Silbach und Siedlinghausen mit der Kernstadt und mit Olsberg. Die L 542 trifft in der Nähe der Ruhrquelle auf die B 480 und ist eine wichtige Verbindungsstrecke in Richtung Osten nach Küstelberg und Medebach. Die L 640 zweigt von der B 236 ab, die nordnordöstlich vom Kahlen Asten beginnt und über Westfeld nach Oberkirchen führt. Eine Nebenstrecke der L 640, die kurze L 540, endet auf dem Kahlen Asten. Eine andere Nebenstrecke ist die Kreisstraße 4133, die nach Altastenberg und weiter über Nordenau nach Oberkirchen führt. Die K 4130 führt nördlich des Bahnhofs nach Elkeringhausen und von dort weiter nach Küstelberg. Die K 4129 verbindet Grönebach mit der B 480. Die Gemeindestraße 38 verbindet das Höhendorf Lenneplätze mit der B 236.

#### Eisenbahnverkehr

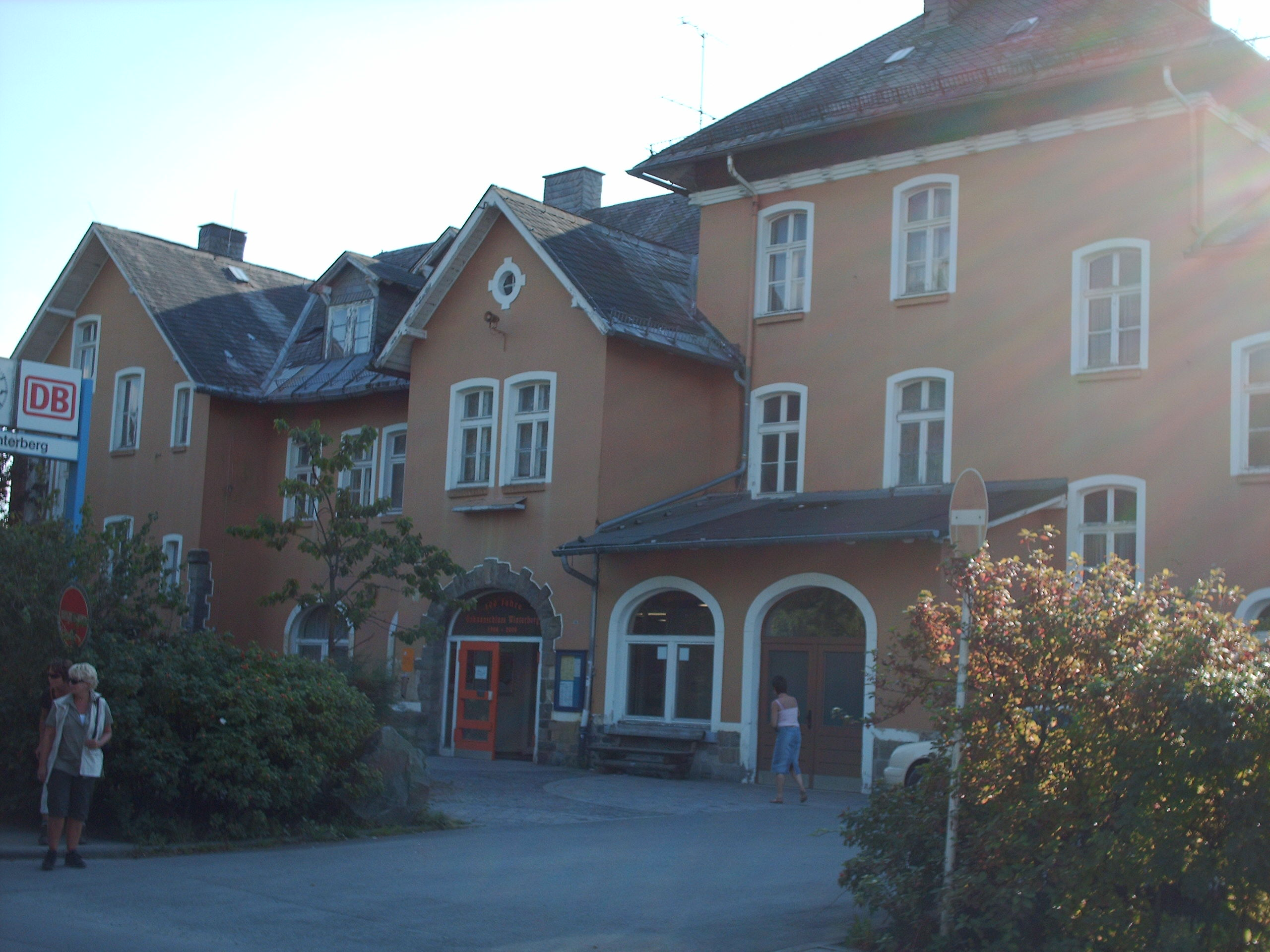
Das historische Bahnhofsgebäude (2014 abgerissen)

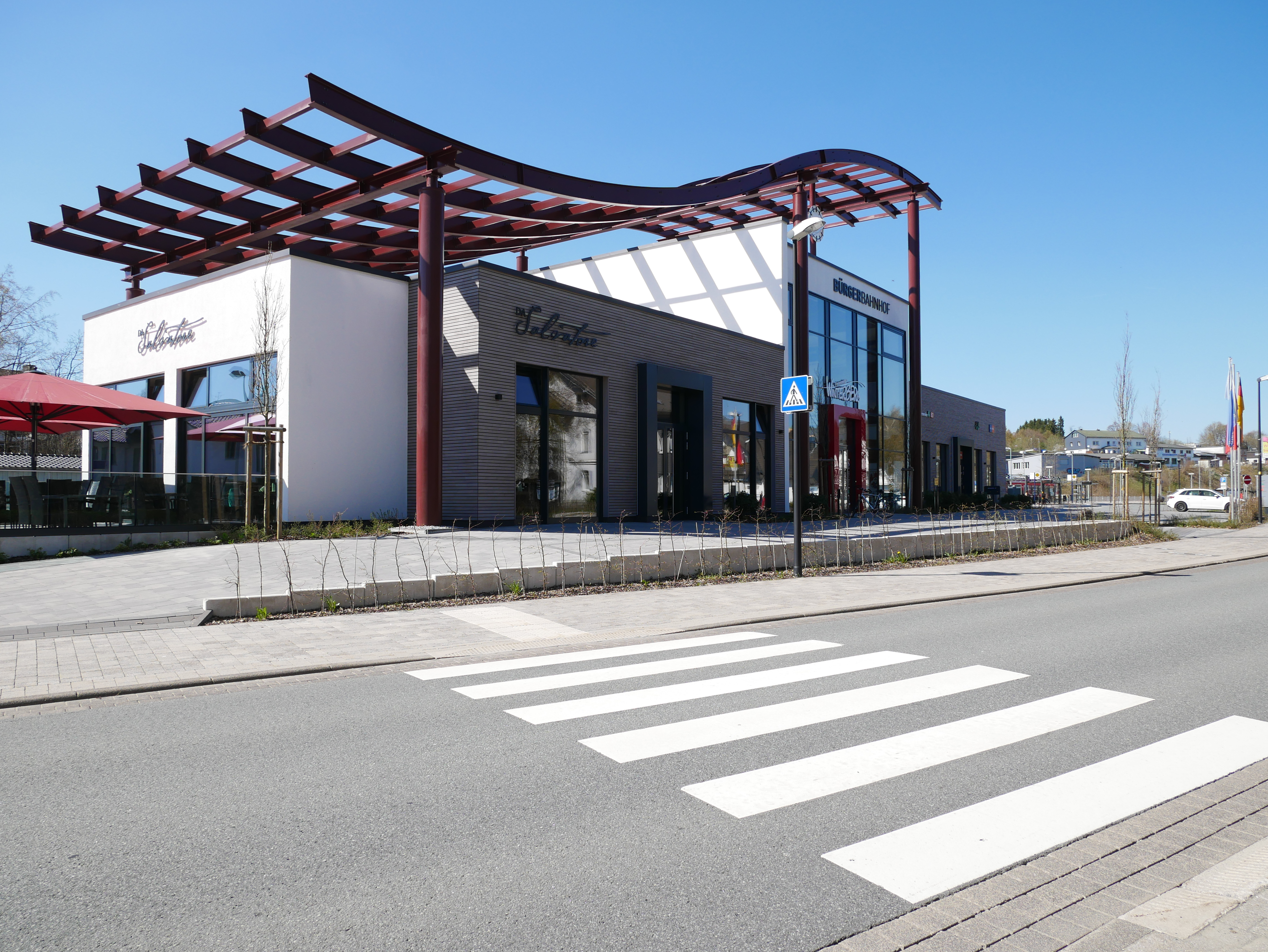
Das neue Bahnhofsgebäude (2019)

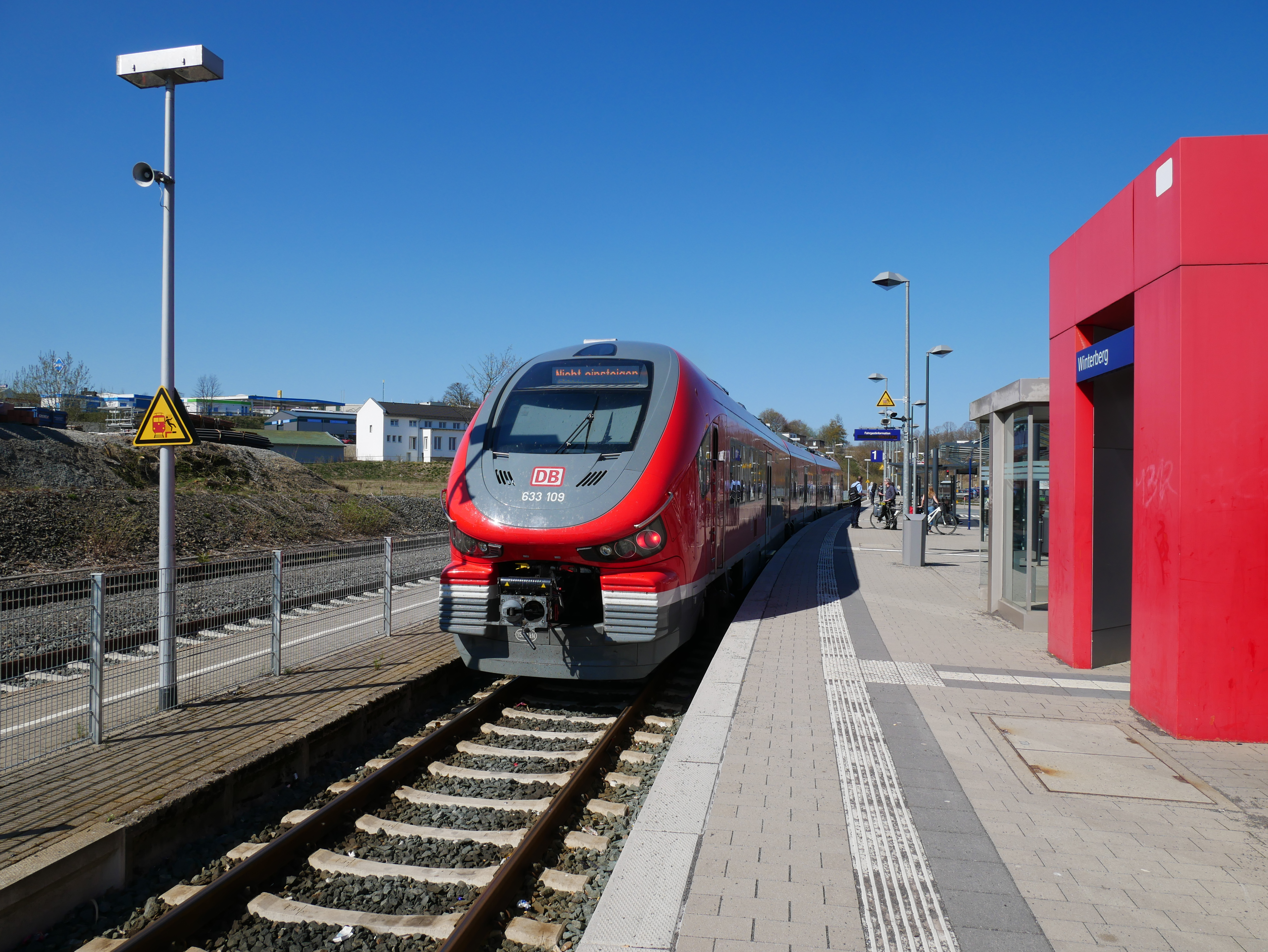
Ein Zug der DB-Baureihe 633 am Bahnhof

Die Anbindung der Stadt an die Bahnstrecke Nuttlar–Frankenberg erfolgte im Jahr 1906. Der Betrieb zwischen Winterberg und Allendorf wurde ab 1966 eingestellt. Seit der Stilllegung dieses Abschnitts ist Bestwig–Winterberg eine Zweigstrecke der Oberen Ruhrtalbahn (Hagen Hauptbahnhof–Warburg mit Durchbindung einzelner Züge nach Kassel). Die Deutsche Bahn fährt zum Endpunkt in Winterberg mit dem RE 57 (Dortmund-Sauerland-Express). Von Hagen gibt es Verbindungen im Stundentakt, von Warburg/Kassel alle zwei Stunden, jeweils mit Umstieg in Bestwig. Winterberg wird montags bis freitags sechs und am Samstag oder Sonntag zwölf Mal angefahren. Während der Wintersportsaison wurden Sonderzüge vor allem aus dem Rhein-Ruhrgebiet eingesetzt.
| Linie | Verlauf | Takt                                                                            |
| ----- | --- | ------------------------------------------------------------------------------- |
| RE 57 | Dortmund-Sauerland-Express: Dortmund Hbf – Dortmund-Hörde – Fröndenberg – Wickede (Ruhr) – Neheim-Hüsten – Arnsberg (Westf) – Oeventrop – Freienohl – Meschede – Bestwig – Bigge – Siedlinghausen – Silbach – Winterberg (Westf) Stand: Fahrplanwechsel Dezember 2024 | 120 min (wochentags) 60 min (Wochenenden/Feiertage/Juni – September wochentags) |

Das historische Bahnhofsgebäude wurde 2014 abgerissen. Der neue Bahnhof erhielt 2018 die Auszeichnung Bahnhof des Jahres.

#### Busverkehr

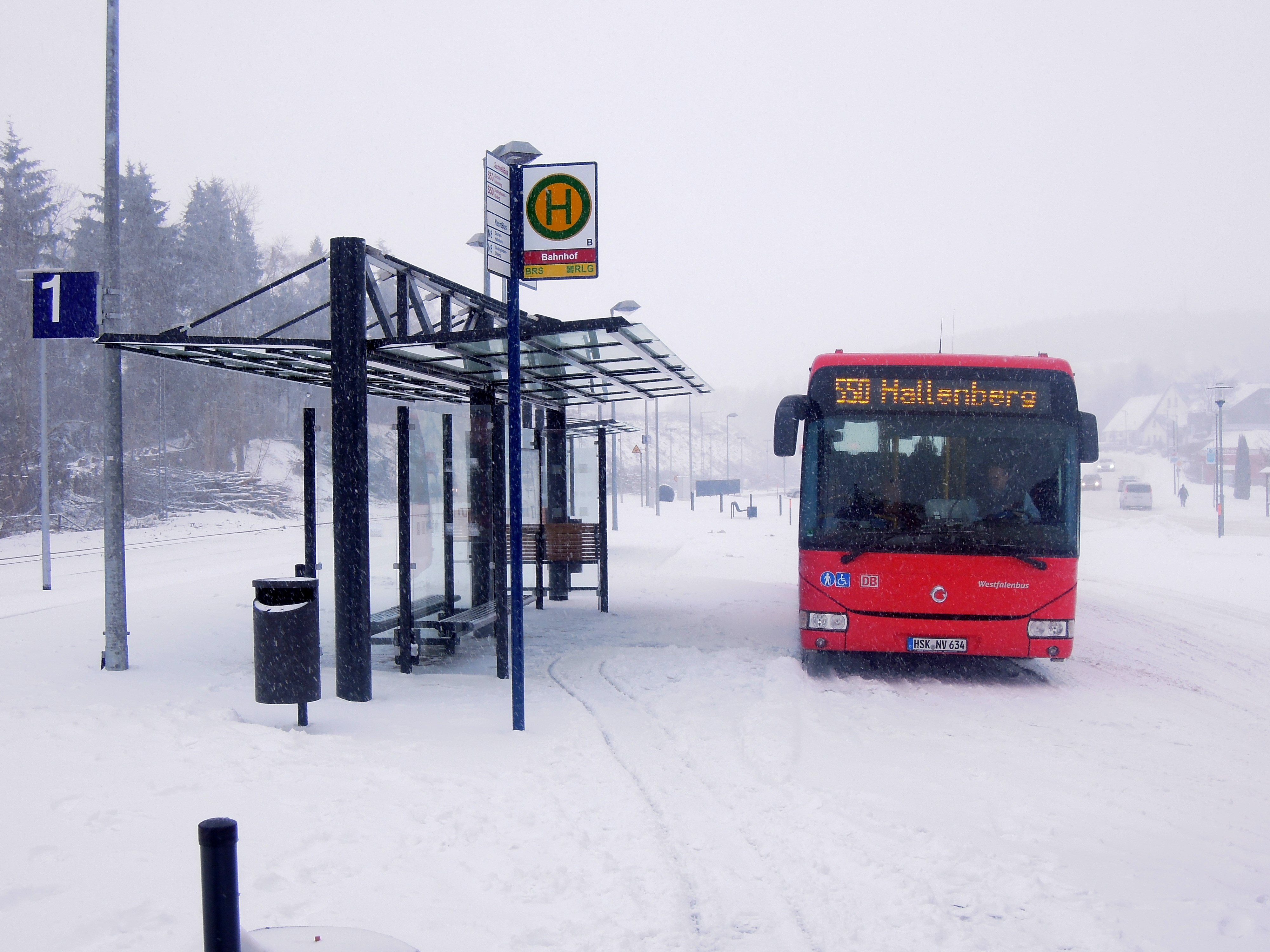
Ein Bus der Deutschen Bahn im Winter 2014 am Bahnhof Winterberg

Regionalbusse und Bahnbusse verbinden die Kernstadt mit den einzelnen Stadtteilen sowie mit benachbarten Orten. So bietet die RLG Regionalverkehr Ruhr-Lippe GmbH die Schnellbus-Linie S40 an, deren Fahrzeuge stündlich vom Bahnhof in fünf Minuten in das Skigebiet und dann weiter bis nach Schmallenberg fahren. Bahnbusse verkehren in Richtung Olsberg, Medebach, Hallenberg und Bad Berleburg. Weitere Verbindungen in die Stadtteile bestehen mit einem Bürgerbus. In der Hauptskisaison fährt ein Skibus nach Alt- und Neuastenberg.

#### Flugverkehr
Die nächsten Flugplätze sind der Flugplatz Allendorf/Eder (circa 26 km) und der Flugplatz Meschede-Schüren (circa 33 km). Der Flughafen Paderborn/Lippstadt ist etwa 53 km, der Flughafen Dortmund etwa 110 km und die Flughäfen Frankfurt und Köln/Bonn sind jeweils etwa 150 km entfernt.

### Medien
Die lokale Tageszeitung in Winterberg ist die Westfalenpost. Außerdem wird kreisweit der Sauerlandkurier einmal pro Woche (bis 2020 zweimal pro Woche) als kostenlose Zeitung mit umfangreichem lokalen Werbeteil an die Haushalte verteilt. Seit der kommunalen Neugründung erscheint zweiwöchentlich das „Mitteilungsblatt für die Stadt Winterberg“ mit Informationen aus dem gesamten Stadtgebiet sowie mit amtlichen Bekanntmachungen der Stadtverwaltung.
Als lokalen Radiosender kann Radio Sauerland empfangen werden. Das für Winterberg zuständige Fernseh- und Hörfunkstudio des Westdeutschen Rundfunks ist das WDR-Studio in Siegen. Ein Regionalkorrespondent betreut den Raum Winterberg und das Wittgensteiner Land für Radio und Fernsehen. Unterhalb der Wetterstation auf dem Kahlen Asten befindet sich sein Arbeitszimmer, das WDR-Korrespondentenbüro.

### Öffentliche Einrichtungen
In der Kleinstadt sind verschiedene öffentliche Institutionen vorhanden:
- So betreibt die Stadt das Jugendheim „Edith-Stein-Haus“
- Bis Ende April 2012 gab es ein Freibad mit angeschlossenem Hallenbad. Seit 2014 betreibt die Stadt Winterberg als Eigentümer ein Hallenbad im 2012 eröffneten Hotel Oversum.
- An Landesinstitutionen ist eine Polizeiwache in Winterberg vorhanden.
- Die Freiwillige Feuerwehr Winterberg sorgt für den Brandschutz und die allgemeine Hilfe. Sie besteht aus insgesamt zwölf Löschzügen bzw. -gruppen.
- Das St. Franziskus-Krankenhaus (Einweihung 1890) mit 100 Betten und 175 Mitarbeitern versorgt Bürger und Gäste in Winterberg, Hallenberg und Medebach. Nach einem Insolvenzverfahren wurde es im Jahr 2021 von der Accumeda-Gruppe (Acura Kliniken) übernommen.[60]

### Bildung

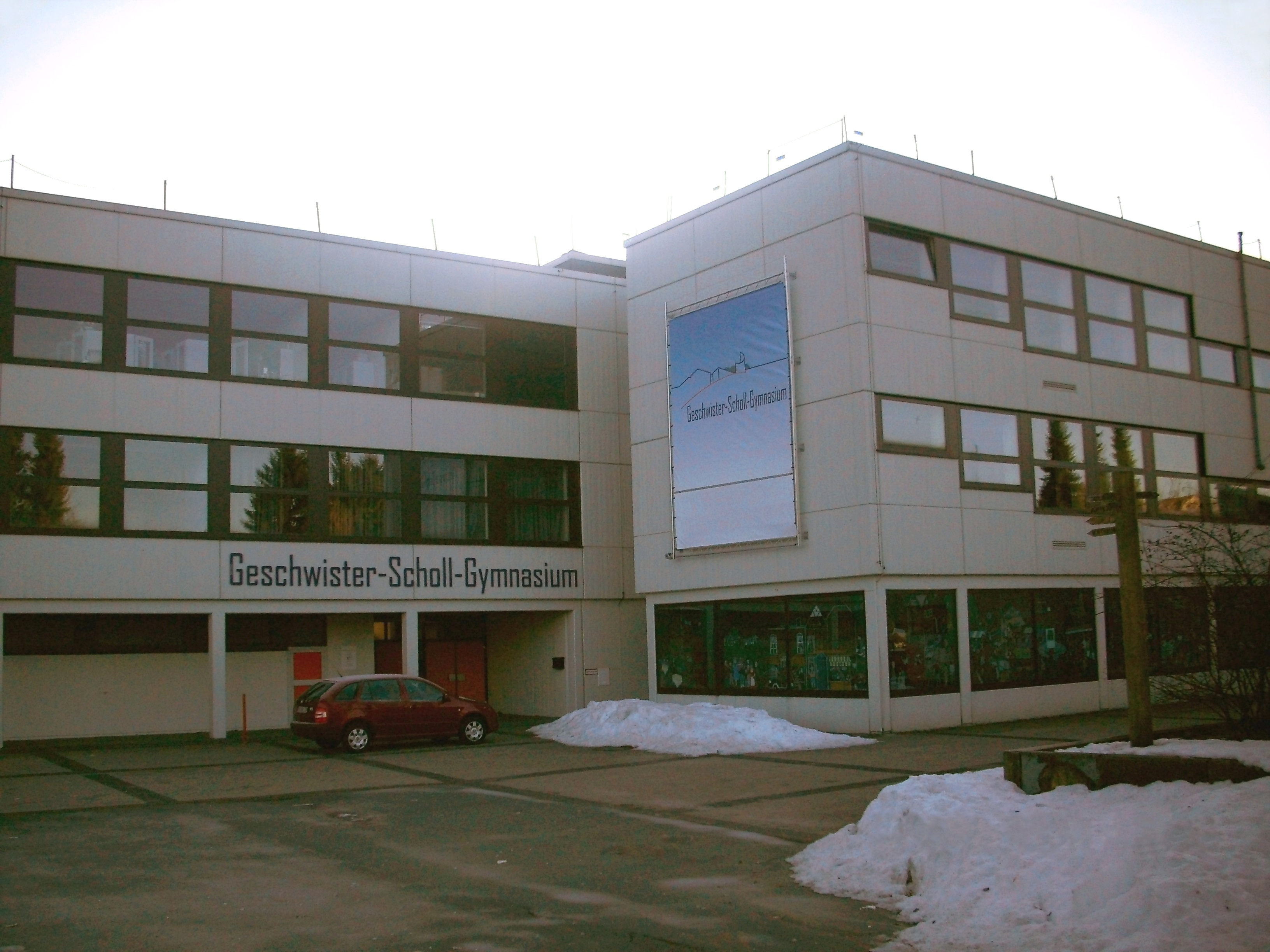
Geschwister-Scholl-Gymnasium in Winterberg

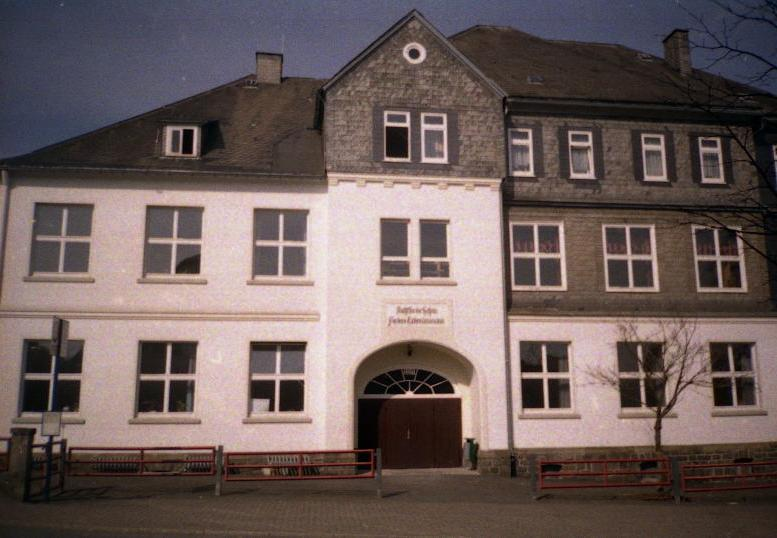
Sekundarschule Winterberg (bis 2017 Hauptschule Winterberg)

Erstmals lässt sich ein Schulmeister in Winterberg für das Jahr 1648 nachweisen. Er war ein städtischer Bediensteter, der jährlich um Ostern seinen Dienst verlängern musste. Um seine kärglichen Einkünfte aufzubessern, hatte er bisweilen das Amt des Kirchenküsters und des Organisten inne. Zuweilen ging er dem Handel nach und verschloss während dieser Zeit die Schule. Um einen ganzjährigen Unterricht für die Schüler sicherzustellen, beschloss um 1700 der Stadtrat, die Einkünfte des Schulmeisters deutlich zu erhöhen. Seit dem Ende des 18. Jahrhunderts wurden Jungen und Mädchen in getrennten Klassen von je einem Lehrer und einer Lehrerin unterrichtet. 1913 wurde die Volksschule in dem Gebäude untergebracht, in dem heute noch die Kinder die Hauptschule besuchen.
Nach dem Ende des Ersten Weltkriegs wurde der Unterricht nach humanistischem Lehrplan an einer Rektoratsschule mit zwei Klassen aufgenommen. Die Oberstufe besuchten die Schüler danach häufig am Gymnasium in Attendorn, um dort das Abitur zu erwerben. In den 1930er-Jahren orientierten sich die Schüler dann zu diesem Zweck mehr nach Brilon. Seit 1937 wurden Jungen und Mädchen gemeinsam an der Schule unterrichtet, die seit 1939 eine Oberschule mit fünf Klassen war. Mit Erweiterung auf sechs Klassen im Jahr 1949 wurde sie zum Progymnasium. Seit 1965 konnte die Oberstufe dann auch in Winterberg besucht werden, als das Progymnasium in ein Gymnasium umgewandelt wurde. Die im Grunde seit Bestehen der Schule vorhandene Raumnot wurde durch einen Neubau im Jahr 1973 gelöst. 1994 erhielt das Gymnasium den Namen „Geschwister-Scholl-Gymnasium“.
2017 wurde aus der Hauptschule in Winterberg zusammen mit der Schule aus der Stadt Medebach eine gemeinsame Sekundarschule. Im Sommer 2019 wurde zugunsten der Zusammenlegung mit Medebach der zweite Standort von der ehemaligen Hauptschule im Stadtteil Siedlinghausen geschlossen. Dafür musste in Winterberg die Schule umgebaut werden.
Zudem existieren in Winterberg in Ortsteilen drei Grundschulen (Städtische Katholische Grundschule Winterberg in Winterberg, Katholische Grundschule St. Christopherus in Niedersfeld und Katholische Grundschule St. Josef in Siedlinghausen). Die Grundschule in Züschen wurde aufgrund von steigender geringer Schüleranzahl im Jahr 2014 geschlossen. Außerdem gibt es mehrere Kindergärten, teils in städtischer Trägerschaft („Arche Noah“ in Züschen), teils in Trägerschaft der katholischen Kirche (St. Lambertus in Grönebach, St. Agatha in Niedersfeld, St. Marien in Siedlinghausen und St. Raphael in Silbach). Zwei Kindergärten sind mit einem Familienzentrum verbunden: in Winterberg in Trägerschaft des Deutschen Roten Kreuzes und in kirchlicher Trägerschaft das Familienzentrum und der Katholische Kindergarten Edith-Stein.

## Telefonvorwahlen
Die Telefonvorwahl der Stadt lautet 02981. Abweichend hiervon gelten die folgenden Vorwahlen:
- 02758: teilweise in Hoheleye und teilweise in Langewiese
- 02977: teilweise in Altenfeld
- 02983: in Siedlinghausen und Silbach sowie teilweise in Altenfeld
- 02985: in Grönebach, Hildfeld und Niedersfeld

## Persönlichkeiten

### Ehrenbürger
- Josef Schnorbus (* 6. Dezember 1914; † 27. September 1992), Träger der Ehrenmedaille der Stadt Winterberg, Inhaber des Bundesverdienstkreuzes am Bande, Mitglied des Stadtrates seit 1969, Bürgermeister der Stadt von 1972 bis 1989, Kreistagsabgeordneter von 1975 bis 1989, Vorstand des Landespolizeibeirates und Vorsitzender des Kreispolizeibeirates sowie Leiter des Komitees Partnerschaft Le Touquet, Rixensart und Holten.[63] Er war der Vater von Alois Schnorbus.

### Söhne und Töchter der Stadt
- Heinrich Kempen von Fichtenstamm (1743–1827), österreichischer Offizier
- Friedrich Anton Gelshorn [geboren als Kappen] (1814–1875), katholischer Priester und Politiker
- Johann Friedrich von Schulte (1827–1914), Professor für Zivil-, Kirchenrecht sowie Rechtsgeschichte in Bonn und Prag, führenden Persönlichkeit der Altkatholiken und Politiker (Mitglied des Reichstages)
- Joseph Rebbert (1837–1897), katholischer Priester und Theologieprofessor, Mitbegründer der Bonifacius-Druckerei in Paderborn
- Hans Sommer (1909–2000), Bildhauer
- Alfred Winkler, Skispringer von 1957 bis 1972 und Olympiateilnehmer
- Lutz Caspers (* 1943), Hammerwerfer und Olympiateilnehmer
- Christa Lang (* 1943), deutsch-amerikanische Schauspielerin
- Rainer W. Campmann (* 1944), Schriftsteller
- Heinz-Josef Fabry (* 1944), katholischer Theologieprofessor (Altes Testament)
- Gudrun-Axeli Knapp (* 1944), Sozialwissenschaftlerin und Hochschullehrerin
- Annegret Maack (* 1944),  Anglistin und Hochschullehrerin
- Wolfgang Reiniger (* 1944), ehemaliger Oberbürgermeister der Stadt Essen
- Bernd Witthüser (1944–2017), Sänger und Lebenskünstler
- Alfred Grosche (* 1950), mehrfacher Deutscher Meister im Skispringen (1969–1977) und Olympiateilnehmer 1976
- Heiner Roetz (* 1950), Sinologe und Professor
- Alois Schnorbus (* 1952), ehemaliger Bob-Pilot und Olympiateilnehmer
- Günther Abel (* 1956), Nordischer Kombinierer und Olympiateilnehmer
- Karin Brieden (* 1958), Juristin und Medienmanagerin
- Thomas Vielhaber (* 1961), Ingenieur und Stadtplaner
- Karin Berkenkopf (* 1963), Komikerin
- Edgar Knecht (* 1964), Jazzmusiker
- Dirk Braun (1970–2021), Sportholzfäller und ehemaliger Europameister und Vize-Weltmeister im Bodybuilding
- Holger Schroeter (* 1971), Wissenschaftsmanager und Kanzler der Ruprecht-Karls-Universität zu Heidelberg
- Jens Deimel (* 1972), Nordischer Kombinierer und Olympiateilnehmer
- René Spies (* 1973), ehemaliger Bobsportler und Olympiateilnehmer
- Vivian Perkovic (* 1978), Journalistin und Fernsehmoderatorin
- Stefan Pieper (* 1982), Skispringer und Trainer
- Corinna Martini (* 1985), Rennrodlerin
- Steffen Bartscher (* 1992), Biathlet

### Persönlichkeiten, die vor Ort gewirkt haben
- Philipp Meinolf Pötteken (* 28. Dezember 1676 in Paderborn), war nach Studien in Paderborn und Hildesheim von 1699 bis 1726 Schulmeister und zeitweise Organist in Winterberg. Ab 1709 bis zu seinem Lebensende ist er als Notar, ab 1716 als Stadtsekretär und ab 1734 als Kämmerer nachweisbar. Gestorben ist er vermutlich gegen Ende des Jahres 1750. Ihm verdankt die Stadt Winterberg die Überlieferung zahlreicher historischer Quellen aus der Zeit vor dem großen Stadtbrand von 1759.[64][65]
- Maren Hammerschmidt (* 1989), Weltmeisterin im Biathlon und Olympiateilnehmerin; aufgewachsen in Winterberg

## TV-Sendungen
- Wie der Wintersport ins Sauerland kam; Dokumentation von Erika Fehse, WDR, Erstausstrahlung 12. Dezember 2008.[66]
- Das große RTL II Promikegeln; Unterhaltungsshow, moderiert von Sandra Kuhn und Giovanni Zarrella, Ausstrahlung am 31. Juli 2016